# Goiás
Goiás é uma das 27 unidades federativas do Brasil. Situa-se na Região Centro-Oeste do país, no Planalto Central brasileiro. O seu território é de 340 242,859 km², sendo delimitado pelos estados de Mato Grosso do Sul a sudoeste, Mato Grosso a oeste, Tocantins a norte, Bahia a nordeste, Minas Gerais a leste, sudeste e sul e pelo Distrito Federal a leste.
Goiânia é a capital e maior cidade do estado, assim como sede da Região Metropolitana de Goiânia. Outras cidades importantes, fora da região metropolitana de Goiânia, são: Anápolis, Rio Verde, Itumbiara, Catalão, Luziânia, Águas Lindas de Goiás, Valparaíso de Goiás, Formosa, Planaltina, Jataí,  Caldas Novas, Cristalina e Goianésia, que também são algumas das maiores cidades em população do interior do estado. Seus municípios situados a leste formam a Região Integrada de Desenvolvimento do Distrito Federal e Entorno, uma das duas RIDES no país. Ao todo, o estado possui 246 municípios.
Como marco simbólico, o governo estadual "muda" de sede periodicamente, como uma forma de homenagem ao município que recebe a capital. Exemplo desse movimento, a LEI ESTADUAL Nº 22.813, DE 27 DE JUNHO DE 2024 indica que a sede simbólica da Capital do Estado de Goiás funciona no Município de Trindade, anualmente, na quinta-feira que antecede a data de encerramento da Festa do Divino Pai Eterno. Já a cidade de Goiás recebe essa distinção anualmente no dia que se comemora sua fundação, 25 de junho, desde 1962.
Com 7,2 milhões de habitantes, é o estado mais populoso da Região Centro-Oeste e o 11º mais populoso do país. Possui, ainda, a nona maior economia entre as unidades federativas brasileiras. Segundo o Tribunal Regional Eleitoral de Goiás, em 2022 registram-se 4 865 290 eleitores.
A história de Goiás remonta ao início do século XVIII, com a chegada dos bandeirantes vindos de São Paulo, atraídos pela descoberta de minas de ouro. Bartolomeu Bueno da Silva, o Anhanguera, liderou a primeira bandeira com a intenção de se fixar no território, que saiu de São Paulo em 3 de julho de 1722. A região do Rio Vermelho foi a primeira a ser ocupada, onde fundou-se Vila Boa (mais tarde renomeada para Cidade de Goiás), que serviu como capital do território durante 200 anos. O processo de independência de Goiás se deu gradativamente, impulsionado pela formação de juntas administrativas. O desenvolvimento e povoamento  do estado deu-se, de forma mais intensificada, a partir da mudança da capital para Goiânia, na década de 1930, e com a construção de Brasília, em 1960.

## Etimologia
A origem do topônimo Goiás (anteriormente, Goyaz) é incerta e necessita de pesquisas mais aprofundadas. Usualmente, afirma-se que o termo viria da suposta tribo dos índios Goiases que teria habitado a região próxima a Cidade de Goiás e se extinguido rapidamente. Entretanto, não há qualquer vestígio físico ou imaterial da existência real de tal tribo. Há apenas relatos distantes, esparsos e divergentes que apontam que haveria um mito entre os indígenas e caboclos vicentinos, principais integrantes das bandeiras que iniciaram a ocupação de Goiás no século XVIII, dizendo que haveria no interior do continente um povo chamado “Goyá” ou “Guaiana” que possuía cerâmica e agricultura bem desenvolvidas e seriam parentes da Nação Tupi. Daí o termo “Guaiá”, forma composta de “Gua” e “iá”, que em Tupi significa, entre outras possibilidades, "indivíduo igual", "pessoas de mesma origem". Isto nos leva a supor que quando as bandeiras encontraram ouro na Serra Dourada, próximo à atual cidade de Goiás, o nome mítico "Guaiá" teria sido empregado para denominar a área pelos indígenas paulistas, que também pertenciam ao grupo Tupi. Como os únicos integrantes dos Tupis na região eram os Avá-Canoeiros, podemos concluir que eles tiveram na realidade contato com esta tribo. Outra conclusão possível e que seriam Kaiapós. Assim, o topônimo "Goiás" viria de um engano dos primeiros bandeirantes, motivado pelos mitos dos indígenas que compunham as bandeiras.
O nome Goiás, quando utilizado no meio de uma frase, dispensa o emprego de artigo, similarmente ao que acontece na designação dos estados de Mato Grosso, de Mato Grosso do Sul, de Alagoas e de Minas Gerais.

## História

### Pré-história e povos indígenas
Os registros históricos mais antigos encontrados na região do atual estado de Goiás, foram datados de cerca de 11 mil anos atrás, o que indica que a ocupação humana na área iniciou-se há milhares de anos. Grande parte dos sítios arqueológicos presentes no estado estão situados em Serranópolis, Caiapônia e na Bacia do Paranã, abrigados em rochosos de arenito e quartzito, além de grutas de maciços calcários. Além destes, há fortes indícios de ocupação pré-histórica nos municípios de Uruaçu e Niquelândia que, juntos, abrigam abundante material lítico do homem pré-histórico, conhecido como "homem Paranaíba".

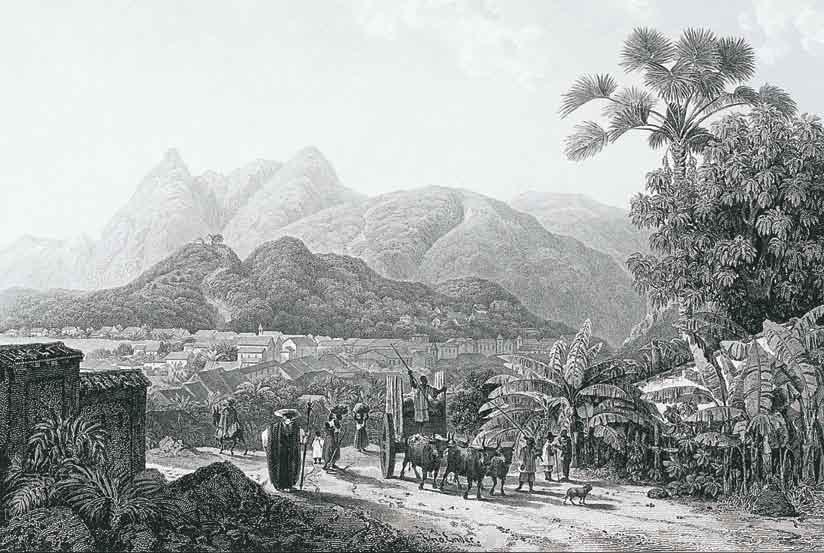
Município de Goiás em 1830.

Por conseguinte, o "homem Paranaíba" é tido como o primeiro representante humano que viveu na área, pertencente ao grupo caçador-coletor. Outro grupo caçador-coletor que viveu na região foi o da "Fase Serranópolis", cujo comportamento foi influenciado por mudanças climáticas, o que fez com que este passasse a se alimentar de moluscos terrestres e dulcícolas, além de uma quantidade maior de frutos. Populações ceramistas também ocuparam o território goiano, em uma época em que o clima e a vegetação eram, supostamente, semelhantes aos atuais. Estas populações ceramistas viveram há cerca de dois mil anos, e eram divididos em: Una, Aratu, Uru e Tupi-Guarani.
A cultura ceramista da tradição Una, a mais antiga, habitava abrigos e grutas naturais. Alimentavam-se sobretudo de vegetais, e cultivavam milho, cabaça, amendoim, abóbora e algodão. Também foram responsáveis pelo desenvolvimento da tecnologia da produção de vasilhames cerâmicos. Os Aratus habitavam grandes agrupamentos, situados em ambientes abertos, principalmente em matas próximas a rios ou riachos. São os primeiros aldeões conhecidos. Assim como os Una, cultivavam milho, feijão e algodão. Eram responsáveis pela produção de vasilhames cerâmicos de diferentes tamanhos e, confeccionavam rodelas de fusos, utilizados na fiação do algodão, dentre outros artefatos oriundos da manipulação da argila. Já a população da tradição Uru só veio chegar ao território do atual estado, muito tempo após os Aratus. Sua passagem pela pré-história goiana tornou-se conhecida através dos sítios arqueológicos localizados no vale do Rio Araguaia e seus afluentes, datados do século XII. A mais recente das populações, os Tupi-Guaranis, é datada de 600 anos atrás. Estes viviam em aldeias super populosas, dispersas na bacia do Alto Araguaia e na bacia do Tocantins.

### Período colonial

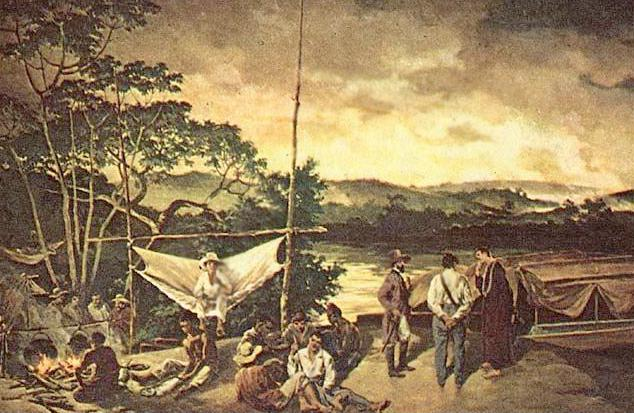
Gravura do século XVIII, mostrando bandeirantes.

Aos tempos do "descobrimento" do Brasil pelos portugueses, a região do atual estado de Goiás era habitada pelos índios avás-canoeiros, tupi-guaranis e jês.
A ocupação do território goiano teve início com os bandeirantes paulistas, no século XVII, que desbravaram a região à procura de metais preciosos e captura de indígenas para trabalhar como escravos na agricultura e minas de Goiás e de São Paulo. Além destes exploradores, outras expedições saíam do Pará, nas chamadas "descidas", com vistas à catequese e ao aldeamento dos índios da região. Todas essas expedições tinham como rota o território do atual estado, mas não se dava a criação de vilas permanentes e nem a manutenção de um notável número de população na região.
Umas das bandeiras mais importantes recebida pelo território goiano foi a liderada por Bartolomeu Bueno da Silva, a primeira a encontrar ouro nestas terras, em 1682, embora em pequena quantidade, tendo essa expedição explorado uma área entre as margens do Rio Araguaia até a região do atual município de Anhanguera. Bartolomeu se interessou pelo ouro que adornava algumas mulheres indígenas de uma tribo e, sem conseguir encontrar informações confiáveis sobre a localização das jazidas, ameaçou pôr fogo nas fontes d’água da região, utilizando-se de aguardente para convencer os indígenas de que tinha tal poder, e Bartolomeu recebeu o apelido Anhanguera (“diabo velho” ou “feiticeiro”).
Devido à descoberta de ouro em Minas Gerais (próximo à Ouro Preto) e em Mato Grosso (próximo à Cuiabá) entre 1698 e 1718, acreditava-se que a região também possuía abundância em minérios, ideia que ganhou força com a crença, de origem renascentista, de que o ouro era mais abundante quanto mais próximo da Linha do Equador e no sentido leste-oeste. Assim sendo, a busca por ouro no território se intensificou cada vez mais, fazendo deste o foco das expedições dos Bandeirantes pela região.

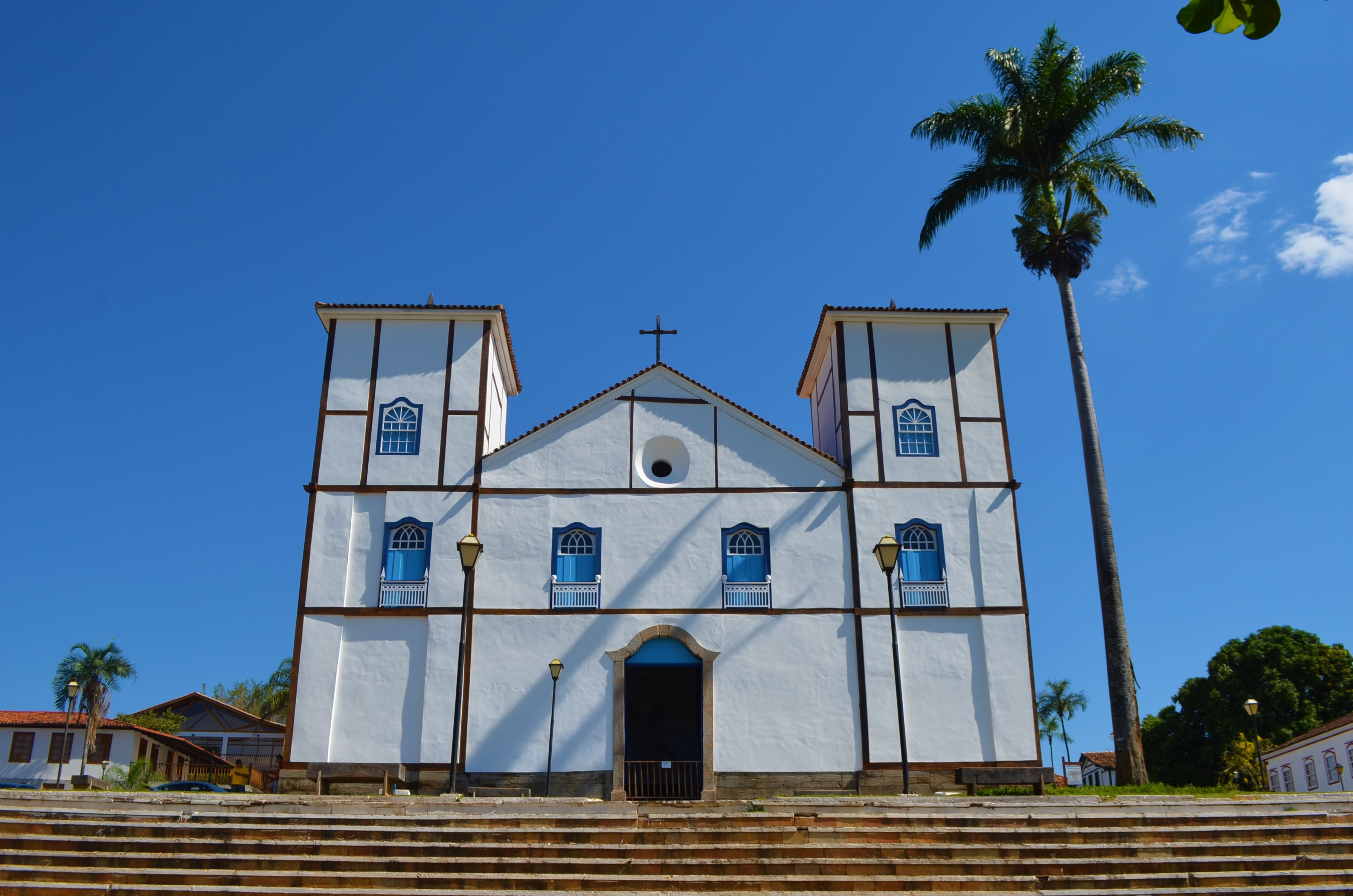
Igreja Matriz de Nossa Senhora do Rosário, construída em 1728 em Pirenópolis. O maior e mais antigo patrimônio histórico e eclesiástico, e maior exemplo barroco de Goiás.

O filho de Anhanguera, também chamado Bartolomeu Bueno da Silva, tentou retornar aos locais onde seu pai havia passado 40 anos depois, com o objetivo de encontrar a Serra dos Martírios, um local místico, nunca encontrado, onde grandes cristais aflorariam, tendo formas semelhantes a coroas, lanças e cravos, referentes à Paixão de Cristo. Bueno da Silva chegou à região do rio Vermelho, onde encontrou ouro em grande quantidade, regressando à região alguns anos depois, fundando arraiais nessa área, sendo o mais importante deles o de Santana, elevado à condição de vila em 1736, recebendo o nome de Vila Boa de Goiás (atual município de Goiás).

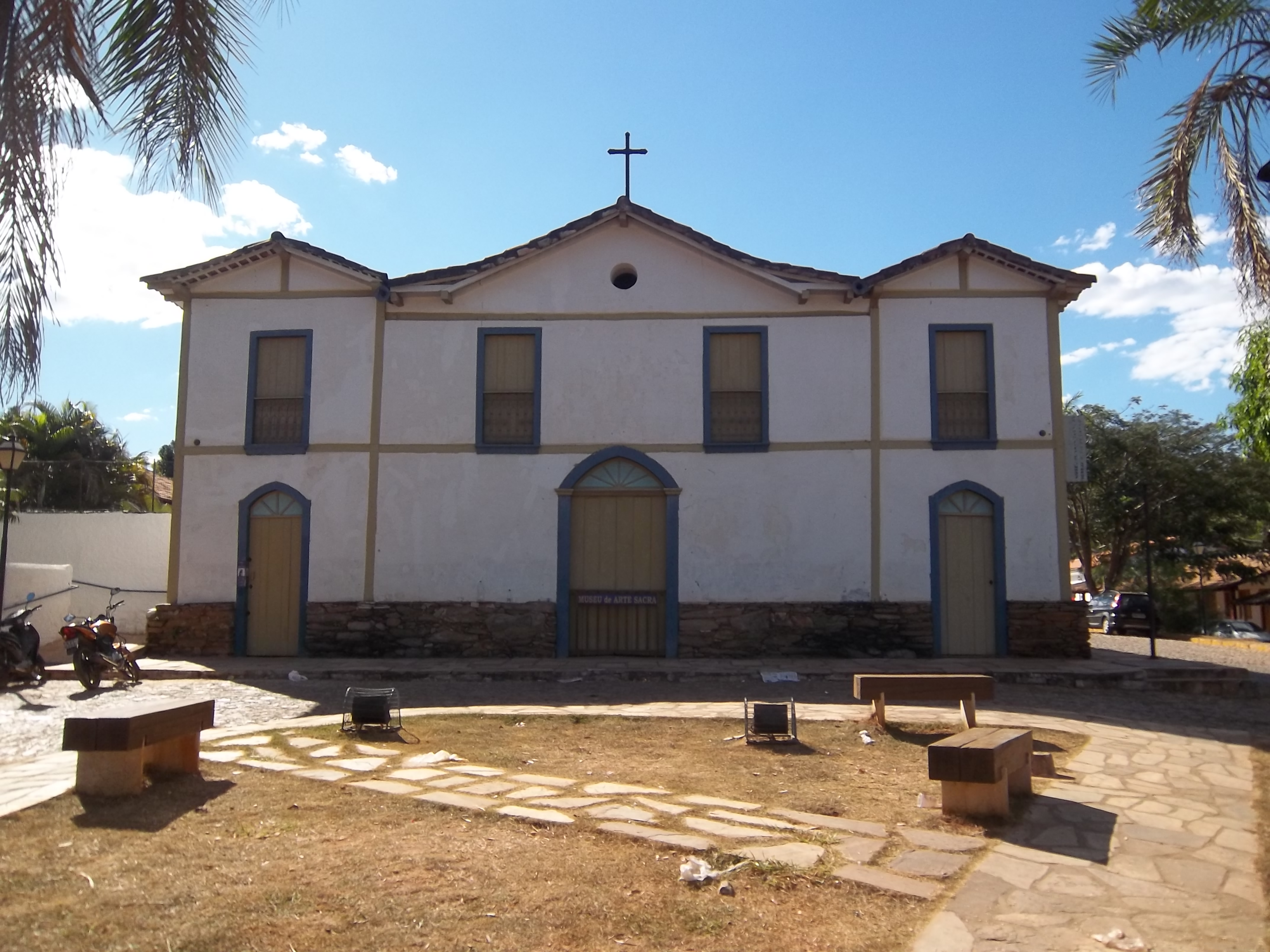
Igreja de Nossa Senhora do Carmo, construída em 1750, em Pirenópolis.

Depois de seu retorno a São Paulo, onde apresentou os achados em terras goianas, Bueno da Silva foi nomeado capitão-mor das "minas das terras do povo Goiá". Apesar disso, sua influência foi sendo diminuída a medida que a administração régia se organizava na região. Acusado de sonegação de rendas, Bueno da Silva perdeu direitos obtidos junto ao rei, falecendo pobre e sem poder em 1740.
A descoberta de jazidas preciosas no atual território goiano trouxe para a região paulistas e portugueses e também africanos escravizados para trabalhar nas jazidas, assim iniciando o povoamento de Goiás.
O ouro explorado na área era retirado principalmente da superfície dos rios, através da peneiragem do cascalho, se tornando escasso após 1770. A região passou a viver basicamente da pequena agricultura de subsistência e de algumas atividades relativas à pecuária. Nesta época, as principais regiões de Goiás exploradas eram o Centro-Sul (proximidades dos limites com São Paulo). o Alto Tocantins e o Norte da capitania, até os limites da cidade de Porto Nacional (hoje pertencente ao Tocantins). Estas regiões, entretanto, só viriam a receber ocupação humana intensamente a partir dos séculos XIX e XX, como resultado da ampliação da pecuária e agricultura.

#### Separação da Capitania de São Paulo
Depois da descoberta de ouro em Goiás, as autoridades portuguesas e coloniais procuraram aproximar-se dessa região produtora, para controlar a produção aurífera e evitar seu contrabando, uma resposta mais rápida aos ataques indígenas e controlar os conflitos e revoltas entre os mineradores. Com isso, um Alvará Régio de 1744 criou a Capitania de Goiás, desmembrada da de São Paulo, com essa divisão efetivada em 1748 e tendo como primeiro governador Marcos José de Noronha e Brito.

Divisão administrativa do Brasil após a Guerra dos Emboabas.

Durante a maior parte do período colonial e imperial, os limites territoriais entre as capitanias e províncias não eram demarcados com exatidão, estando quase sempre definidos pelos limites das paróquias ou através de deliberações políticas oriundas do poder central. Nesse período, Goiás foi uma das administrações a sofrer maiores perdas de território, com diversas divisões. Duas perdas significativas de território marcaram Goiás na época colonial: O Triângulo Mineiro e o Leste do Mato do Grosso.
A região que hoje corresponde ao Triângulo Mineiro pertenceu à capitania de Goiás, desde sua criação, em 1744, até 1816, pouco antes da independência brasileira. A região foi incorporada a Minas Gerais devido a pressões pessoais de integrantes de grupos dirigentes da região. Apesar de ter passado à hegemonia mineira, o Triângulo continuou sofrendo influência goiana nas suas mais variadas ações, sobretudo na questão política. Em 1861, a Assembleia Geral sediou uma das maiores discussões políticas à época, entre parlamentares de Minas Gerais e de Goiás, por conta da tentativa mineira de ampliar ainda mais o território de Minas Gerais, incorporando áreas do Sul Goiano e próximas ao Rio São Marcos, administradas pela Capitania de Goiás.
As capitanias de Mato Grosso e Goiás começaram as discussões acerca de seus limites territoriais em 1753. Como resultado das discussões, ficou definido que os limites entre as duas capitanias seria a partir do Rio das Mortes até o Rio Pardo, sendo que este último seria usado como o último limite entre as duas, por sua localização quase na fronteira do Brasil com Bolívia. Em 1838, Mato Grosso reiniciou as movimentações de contestação de limites territoriais, criando a vila de Sant'Ana do Paranaíba, próximo ao limite pré-estabelecido com Goiás. O caso foi tratado pela Assembleia Geral apenas em 1864, que criou uma legislação específica para o entrave. A situação perdurou até a República Velha, com a criação do município de Araguaia em 1913 por parte de Mato Grosso, e criação de Mineiros por parte de Goiás, o que culminou no agravamento do conflito. A questão ficou em suspenso até 1975, quando uma nova demarcação foi efetuada, durante o Regime militar. A decisão final veio em 2001, quando o Supremo Tribunal Federal (STF) demarcou, por definitivo, a nascente "A" do Rio Araguaia como ponto de partida das linhas demarcatórias entre os dois estados, resultando em perda territorial para Goiás.

### Império

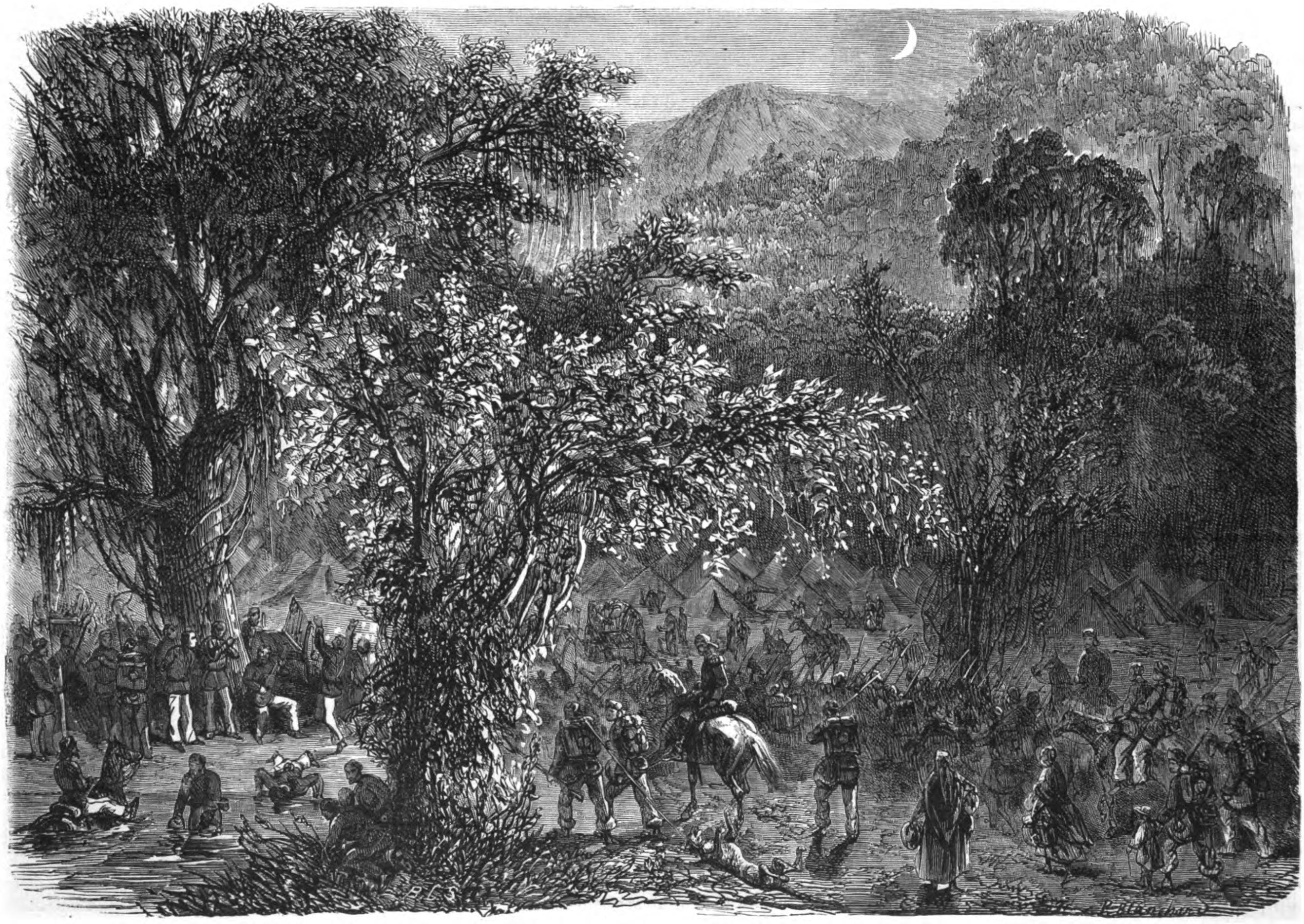
Expedição brasileira para Mato Grosso: Acampamento da divisão expedicionária nas matas virgens de Goiás, na altura do Rio dos Bois.

De 1780 em diante, a Capitania de Goiás iniciou um processo de ruralização e regressão a uma economia de subsistência, devido ao esgotamento das jazidas auríferas, o que causou graves problemas financeiros, pela ausência de um produto básico rentável. Os portugueses
agiram ativamente para tentar reverter essa situação, incentivando e promovendo a agricultura na região. Todavia, a ação não gerou resultados positivos, já que os agricultores temiam o pagamento de dízimos. Outros motivos que contribuíram para o fracasso da iniciativa foi a ausência de um mercado consumidor, dificuldade de exportação - sobretudo pela ausência de um sistema viário - e a falta de interesse dos mineiros pelo trabalho agrícola, pouco rentável.
Quando o Brasil conquistou a independência, em 1822, a Capitania de Goyaz foi elevada à categoria de província. Porém, essa mudança pouco alterou a realidade socioeconômica de Goiás, que ainda enfrentava um quadro de pobreza e isolamento geográfico. Poucas mudanças ocorreram, sendo a maioria de ordem política e administrativa.
A expansão da pecuária na província de Goiás alcançou relativo êxito nas três primeiras décadas do século XIX, resultando em um significativo aumento populacional, principalmente no sul da província, por causa da chegada de migrantes vindos das províncias (estados) de São Paulo, Minas Gerais, Pará, Bahia, Maranhão, Pernambuco e Piauí. Com isso, surgiram novas localidades, que logo se tornariam municípios, como Rio Verde, Jataí, Mineiros, Caiapônia (então Rio Bonito) e Quirinópolis (então Capelinha). No norte da província, além do crescimento populacional e surgimento de novas povoações, as já existentes, como Imperatriz, Palma, São José do Duro, São Domingos, Carolina e Arraias, ganharam novo impulso.

Mapa da Província de Goiás, 1874. Arquivo Nacional.

O poder central, apesar de distante, ainda exercia amplo poder sobre a região, pois detinham a livre escolha dos presidentes de província e outros cargos de importância política - todos de nacionalidade portuguesa - descontentando os grupos locais. Após a abdicação de D.Pedro I, Goiás experimentou um movimento nacionalista liderado pelo padre Luiz Bartolomeu Marquez, pelo bispo Dom Fernando Ferreira e pelo coronel Felipe Antônio. De imediato, o movimento recebeu o apoio das tropas, conseguindo depor todos os portugueses que ocupavam cargos públicos em Goiás, entre eles, o presidente da província.
Vários partidos foram fundados na província por grupos locais insatisfeitos com a influência exercida pelo governo central. Nas últimas décadas do século XIX, surgiram os partidos O Liberal, em 1878, e o Conservador, em 1882. Jornais também foram fundados, usados principalmente como meio de difusão das ideias destes partidos, entre eles Tribuna Livre, Publicador Goiano, Jornal do Comércio, Folha de Goyaz e O Libertador. Com isso, representantes próprios foram enviados à Câmara Alta, fortalecendo grupos políticos locais e lançando as bases para as futuras oligarquias.
O jornal O Libertador havia sido fundado pelo poeta goiano Antônio Félix de Bulhões, e usado por este como meio de divulgação de seus ideais abolicionistas. Félix de Bulhões também promoveu festas para angariar fundos, com o objetivo de alforriar escravos, e compôs o Hino Abolicionista Goiano. Com a sua morte, em 1887, várias sociedades emancipadoras se uniram e fundaram a Confederação Abolicionista Félix de Bulhões. Aproximadamente 4 mil escravos viviam em Goiás, à época da promulgação da Lei Áurea, sancionada em 13 de maio de 1888.
O ensino educacional em Goiás foi regulamentado em 1835, pelo presidente da província, José Rodrigues Jardim. Em 1846, foi criado na então capital, Cidade de Goiás, o Liceu, que contava com o ensino secundário. À época, jovens do interior de família classe média-alta e alta concluíam seus estudos em Minas Gerais e faziam curso superior em São Paulo, e os de família menos abastada, encaminhavam-se para a escola militar ou seminários. No entanto, a maioria da população permanecia analfabeta. Somente em 1882 foi criada a primeira Escola Normal de Goiás, na capital deste.

### República Velha

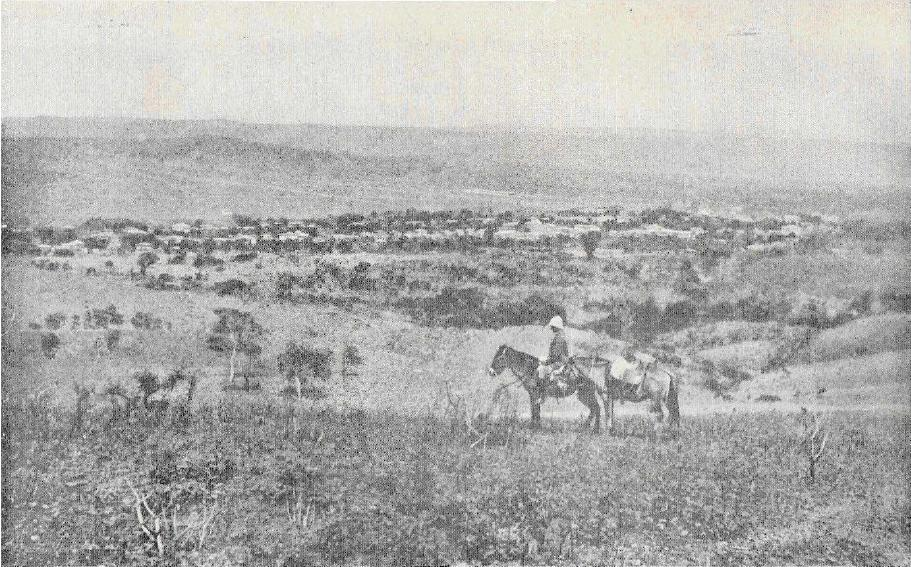
Município de Catalão em 1892

O Brasil passou ao regime republicano em 15 de novembro de 1889, fazendo de Goiás um estado. Entretanto, pouco se modificou na unidade administrativa em termos socioeconômicos, em especial pelo isolamento resultante da carência dos meios de comunicação. Aliado a isso, a ausência de centros urbanos e de um mercado interno, além de uma economia de subsistência, também contribuíram para os problemas enfrentados pela população goiana. Apenas mudanças administrativas e políticas foram vistas.
A primeira fase da República no Brasil, que durou desde sua proclamação até 1930, acentuou a disputa entre as elites oligárquicas de Goiás pelo poder político. Os principais grupos de elite eram os Bulhões, os Fleury, e os Jardim Caiado, que exerciam influência nas mais diversas atividades do estado. Os Bulhões apresentaram forte influência sobre a política do estado até por volta de 1912, com sua liderança maior em José Leopoldo de Bulhões, sucedidos pela elite oligárquica dos Jardim Caiado, liderada por Antônio Ramos Caiado, com seu poder exercido até 1930.

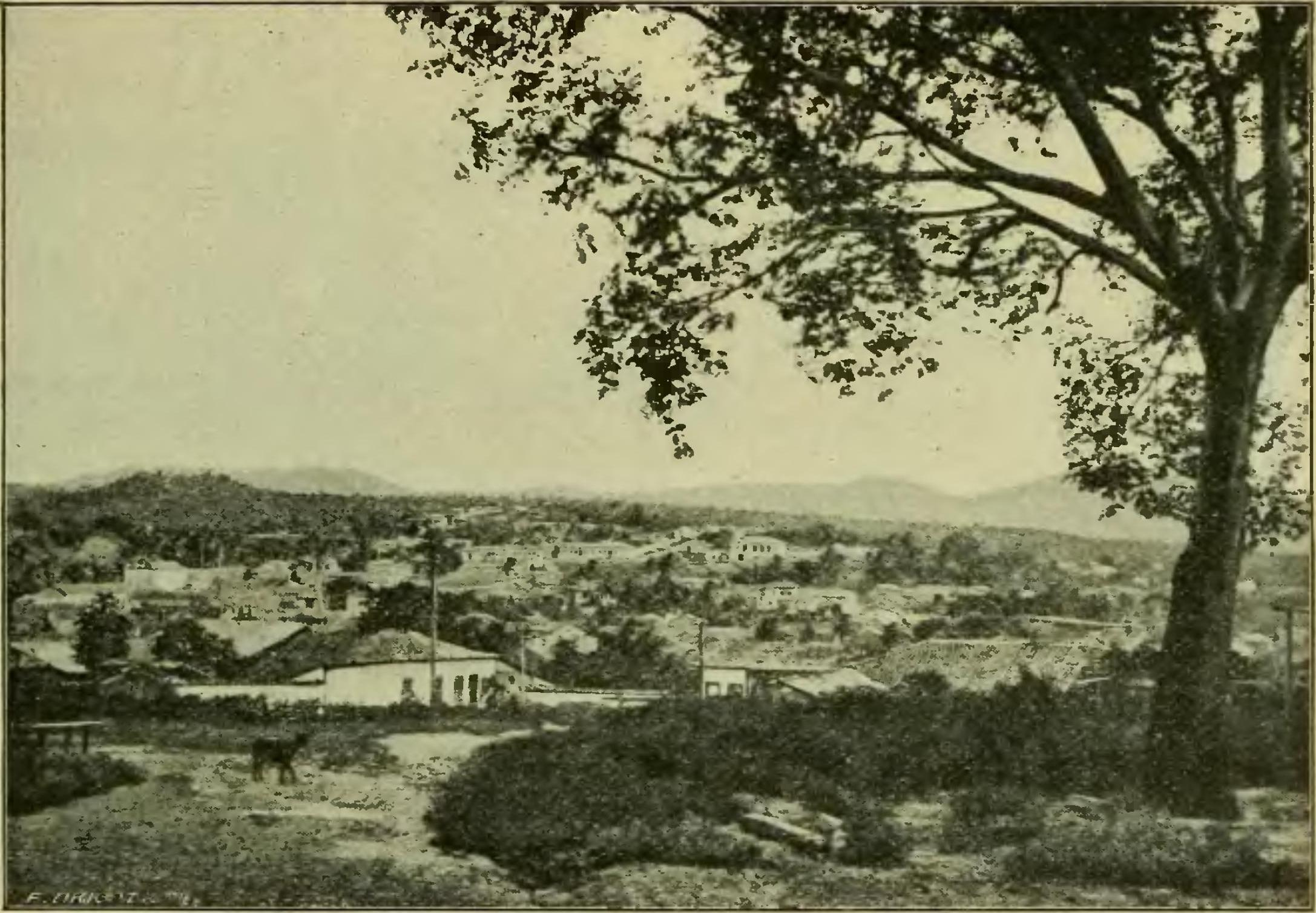
Município de Goiás em 1903

Um dos meios de desenvolvimento advindos da mudança para o período republicano, de forma imediata, foi a instalação do telégrafo em 1891, usado para a transmissão de notícias. Posteriormente, a estrada de ferro em território goiano, que chegou no início do século XX, também foi de grande importância para a urbanização na região e a ligação com outras partes do país, facilitando a produção de arroz para exportação. Entretanto, a estrada de ferro não se estendeu até a cidade de Goiás, capital estadual à época, assim como não se prolongou ao norte do estado, devido principalmente a falta de recursos financeiros. Essas regiões permaneciam praticamente incomunicáveis. A pecuária, predominante na parte sul, passou a ser o setor mais importante da economia.
Com a Revolução de 1930, que levou Getúlio Vargas à Presidência do Brasil, foram registradas alterações no cenário político estadual. Getúlio Vargas destituiu os governadores e nomeou um governo provisório composto por três membros. O Dr. Pedro Ludovico Teixeira foi nomeado em Goiás, passando a ser interventor do estado dias após sua primeira nomeação. Outra iniciativa surgida como resultado da revolução foi um plano de ação adotado pelo governo nacional, para levar desenvolvimento a alguns estados interioranos do país, entre os quais Goiás, que recebeu investimentos nas áreas do transporte, educação, saúde e exportação. O plano de ação de desenvolvimento em Goiás previa uma outra medida para alcançar o objetivo: A mudança da capital estadual e construção da futura capital.

### Pós-revolução

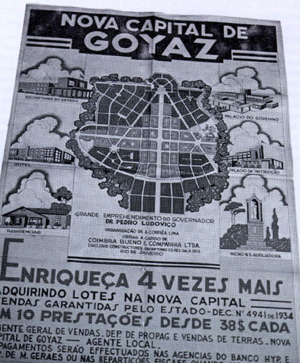
Cartaz publicitário anunciando a venda de lotes em Goiânia, à época da construção da cidade.

Os ideais de "progresso e desenvolvimento", levantados durante a revolução de 1930, foram os principais impulsionadores da mudança da capital goiana, proposta que já havia sido pensada em governos anteriores, mas que nunca havia sido habilitada em parte por falta de apoio do governo nacional. A região onde se encontra a atual capital foi escolhida por apresentar melhores condições hidrográficas, topográficas, climáticas e pela proximidade da estrada de ferro.
No dia 24 de outubro de 1933, lançou-se o projeto de construção e mudança da sede do governo do estado de Goiás, sendo que dois anos depois, em 7 de novembro de 1935, a mudança provisória da nova capital foi iniciada. Para escolher o nome da nova capital, foi promovido um concurso, administrado pelo semanário "O Social". O nome escolhido foi "Goiânia", conforme sugerido pelo professor Alfredo de Castro.

Em 23 de março de 1937, a mudança da capital para Goiânia foi finalizada. O município de Goiás perdeu o posto de sede estadual por meio do Decreto 1.816 daquele ano. Cinco anos após sua instalação definitiva como capital, Goiânia já registrava 15 mil habitantes, atraídos principalmente do norte de Goiás e de estados próximos, como Minas Gerais, Piauí, Bahia e Maranhão.

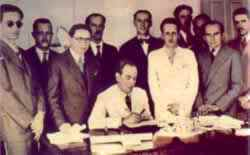
Pedro Ludovico assina, em 1937, o decreto que transfere da capital de Goiás.

Goiás experimentou um crescimento acelerado em vários setores a partir da década de 1940, resultado de políticas adotadas pelos governos estadual e federal, como o desbravamento do Mato Grosso Goiano e a campanha nacional de "Marcha para o Oeste" - com a finalidade de povoação de áreas do interior do Brasil -, esta última resultando na construção de Brasília, na década de 1950. A imigração para o estado se intensificou, a urbanização e o êxodo rural foram estimuladas, e a agropecuária se espalhou para outras partes do território, que não fossem apenas o sul. Entretanto, assim como outras partes do país, a industrialização ainda era recorrente e a economia era quase que integralmente dependente do setor primário (agricultura e pecuária), com a vigência do sistema latifundiário.
Em contrapartida, como meio de estimular o desenvolvimento de outras áreas econômicas no estado (principalmente a industrialização), foram criados o Banco do Estado e a Centrais Elétricas de Goiás (CELG), na década de 1950.
A continuação dessa inciativa se deu no governo de Mauro Borges Teixeira, que governou Goiás entre 1960 e 1964. Mauro Borges Teixeira também procurou descentralizar a economia, elaborando outro projeto, chamado de "Plano de Desenvolvimento Econômico de Goiás", que funcionou como uma diretriz onde se abrangia áreas de agricultura e pecuária, transportes e comunicações, energia elétrica, educação e cultura, saúde e assistência social, levantamento de recursos naturais e turismo.
Na segunda metade do século XX e primeiras décadas do século XXI, Goiás passou a ter um processo dinâmico de desenvolvimento, com forte participação estatal. Houve uma modernização na agricultura, que transformou um estado no grande produtor de commodities agrícolas que é hoje, como a soja, milho e cana. Houve uma rápida industrialização, inicialmente focada na agroindústria e posteriormente na indústria farmacêutica, química, automobilística e sucroalcooleira. Esse desenvolvimento foi acompanhado de um forte êxodo rural.
Em 1988, o norte de Goiás foi desmembrado para a criação do estado do Tocantins.

## Geografia

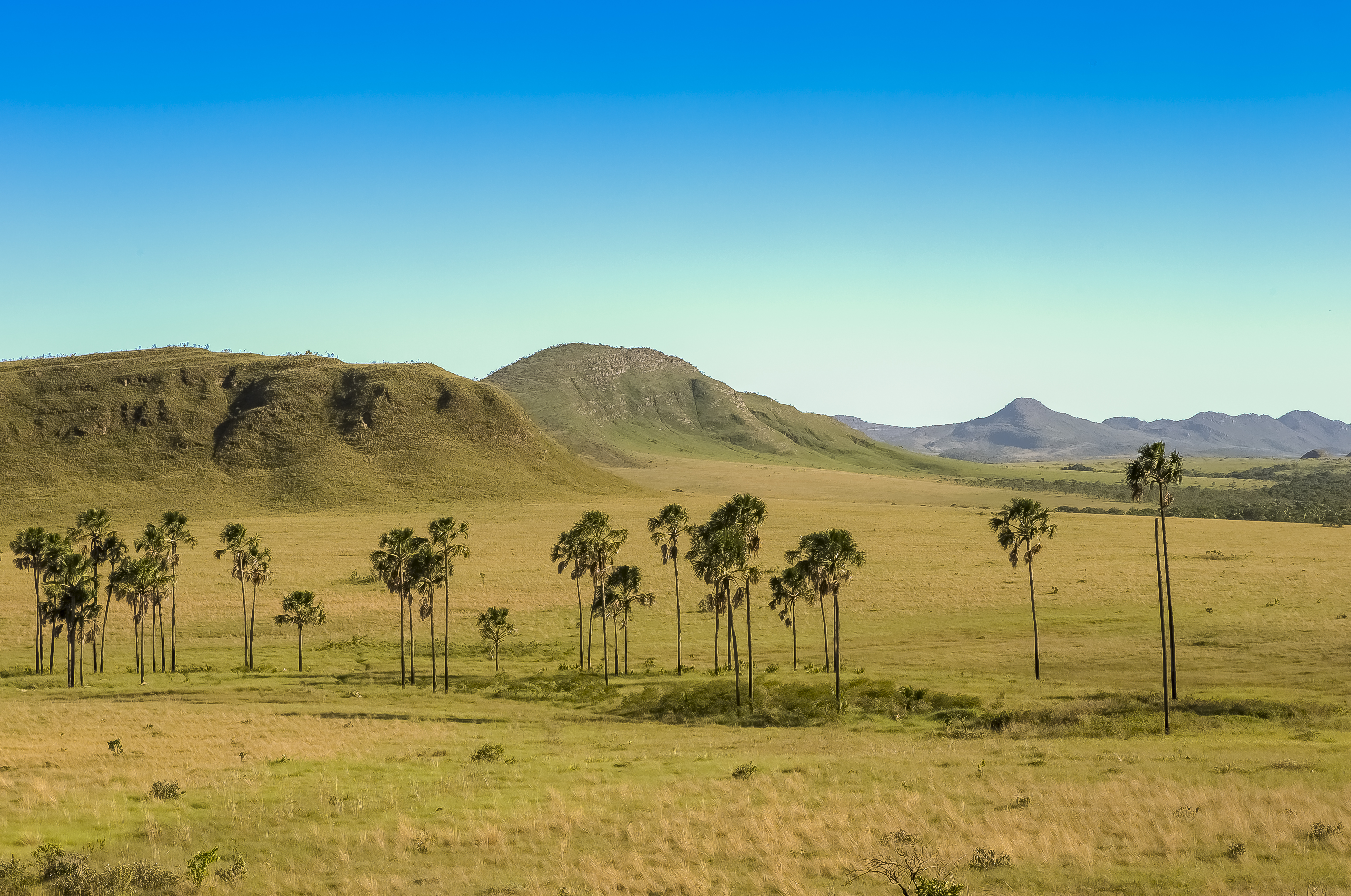
Parque Nacional da Chapada dos Veadeiros

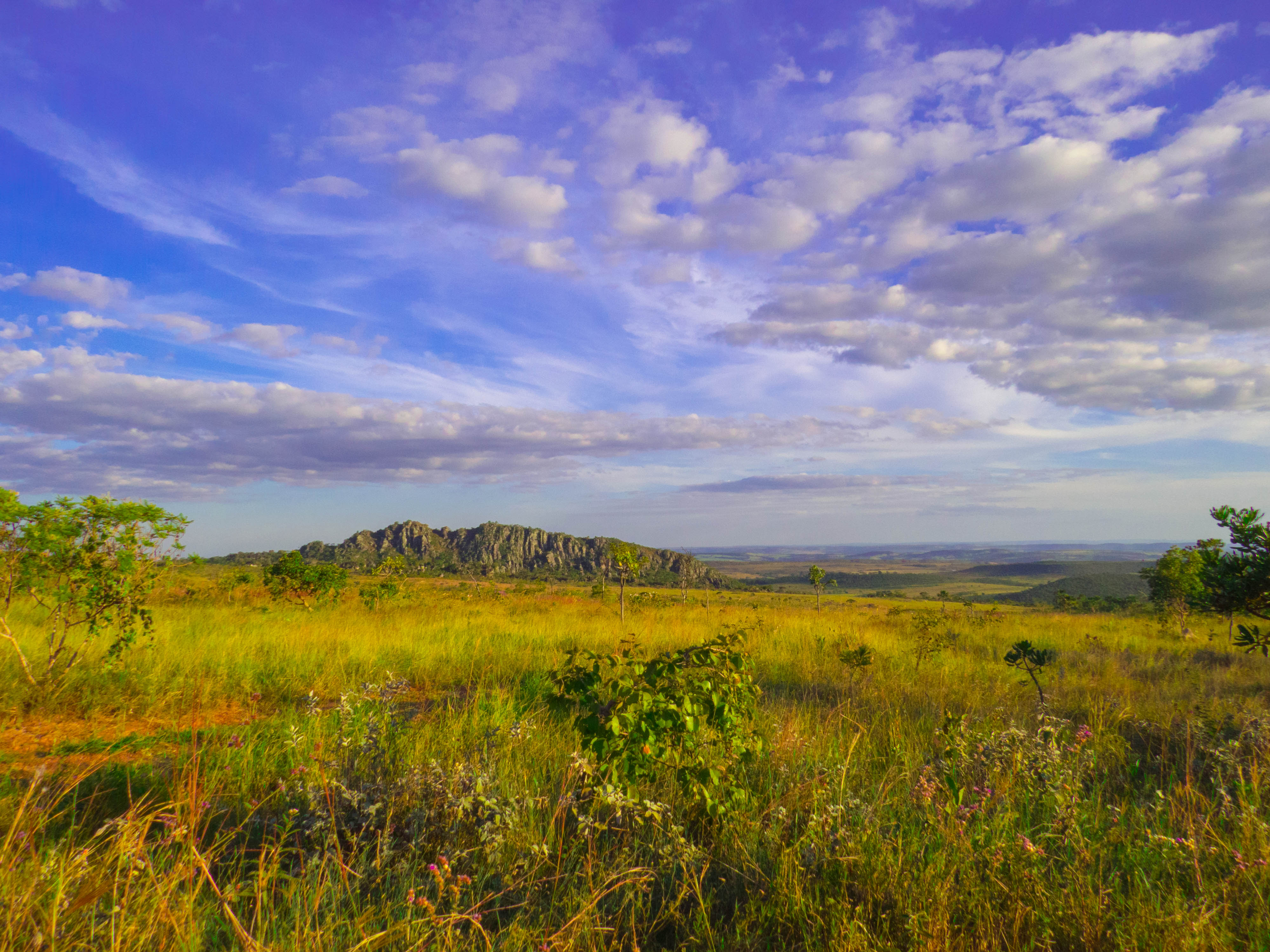
Parque Estadual dos Pireneus

O estado de Goiás está localizado no Planalto central brasileiro, entre chapadas, planaltos, depressões e vales. Há bastante variação de relevo no território goiano, onde ocorrem terrenos cristalinos sedimentares antigos, áreas de planaltos bastante trabalhadas pela erosão, bem como chapadas, apresentando características físicas de contrastes marcantes e beleza singular. As maiores altitudes localizam-se a leste e a norte, na Chapada dos Veadeiros (1.784 metros), na Serra dos Cristais (1250 m) e na Serra dos Pireneus (1395 m). As altitudes mais baixas ocorrem especialmente no oeste do estado.
Goiás é banhado por quatro bacias hidrográficas: a Bacia do rio Paraná, a Bacia do Tocantins, a Bacia do rio Araguaia e uma pequena porção da Bacia do rio São Francisco à leste do estado. Os principais rios são: Paranaíba, Aporé, Araguaia, São Marcos, Corumbá, Claro, Paranã, dos Bois, das Almas, Vermelho, Verdão e Maranhão.

### Biodiversidade

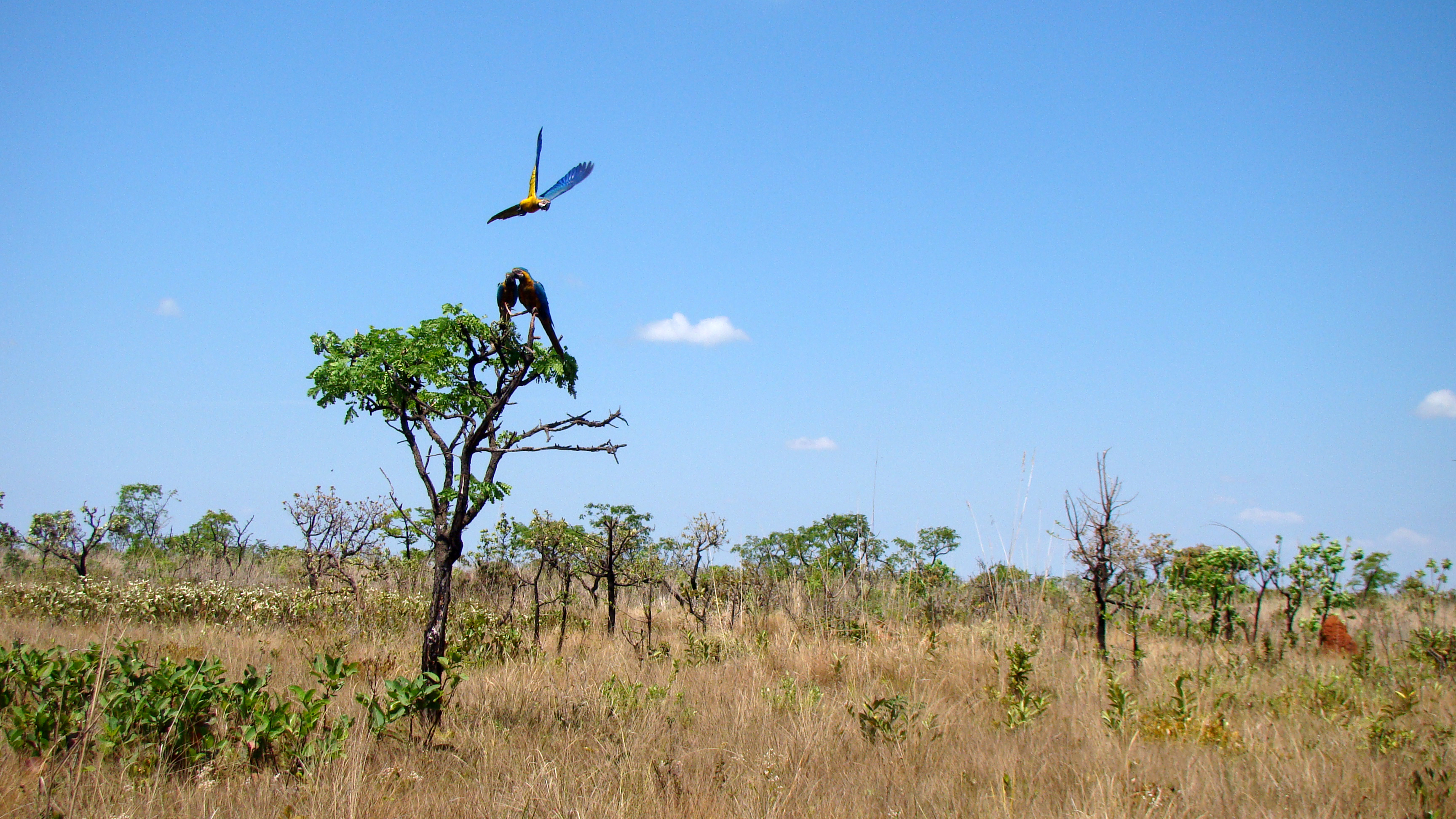
Parque Nacional das Emas

A fauna em Goiás é riquíssima, destacando-se animais de variadas espécies, como capivaras e antas, as margens de rios e riachos. Nas matas: onças, tamanduás, lobos-guarás, macacos e animais típicos do cerrado, como a ema, a seriema e a raposa-do-campo. Pássaros de variadas espécies enriquecem a fauna goiana, além de peixes e anfíbios nos rios e lagos espalhados em todo o estado. Para proteger as florestas, a flora e a fauna, foram criados pelo Governo parques e reservas florestais, onde são proibidas a pesca, a derrubada das árvores e a caça. Os principais parques de proteção ambiental no estado são o Parque Nacional das Emas, situado no município de Mineiros, no sul do estado, e o Parque Nacional da Chapada dos Veadeiros, nos municípios de Alto Paraíso de Goiás e Cavalcante.
Com exceção da região do "Mato Grosso Goiano", onde domina uma pequena área de floresta tropical em que existem árvores de grande porte aproveitadas pela indústria, como o mogno, jequitibá e peroba, o território goiano apresenta a típica vegetação do Cerrado. Arbustos altos e árvores de galhos retorcidos de folha e casca grossas com raízes profundas formam boa parte da vegetação. Municípios como Goiânia, Anápolis, bem como diversos outros localizados no sul do estado possuem estreitas faixas de floresta Atlântica, as quais, na maioria das vezes, cobrem margens de rios e grandes serras. Ao contrário das áreas de caatinga do Nordeste brasileiro, o subsolo do cerrado apresenta água em abundância, embora o solo seja ácido, com alto teor de alumínio, e pouco fértil. Por esse motivo, na estação seca, parte das árvores perde as folhas para que suas raízes possam buscar a água presente no subsolo. Exemplos de árvores do cerrado são: lobeira, mangabeira, pequizeiro, e de algumas plantas medicinais, como a caroba e a quineira.

### Clima

Tipos climáticos de Goiás

O clima é majoritariamente tropical savânico (Aw). Basicamente, há duas estações bem definidas: a chuvosa, que vai de outubro a abril, e a seca, que vai de maio a setembro. A média térmica é de 26 °C, e tende a subir nas regiões oeste e norte, e a diminuir nas regiões sudoeste, sul e leste. As temperaturas mais altas são registradas entre setembro e outubro, e as máximas podem chegar a até 40 °C.
As temperaturas mais baixas, por sua vez, são registradas entre maio e julho, quando as mínimas, dependendo da região , podem chegar a até 9 °C. A tipologia climática tropical se faz presente na maior parte do estado, apresentando invernos secos e verões chuvosos.  As temperaturas variam de região para região; no sul giram em torno dos 20 °C aumentando ao norte para 25 °C. O índice de chuvas segue o regime das temperaturas.
A oeste do estado o índice atinge 1 800 mm anuais diminuindo no sentido leste para 1 500 mm/ano. Em parte do estado, mais precisamente no planalto de Anápolis e Luziânia ocorre o clima tropical de altitude com temperaturas médias anuais baixas, porém, a precipitação ocorre da mesma forma que no restante do estado.

### Meio ambiente

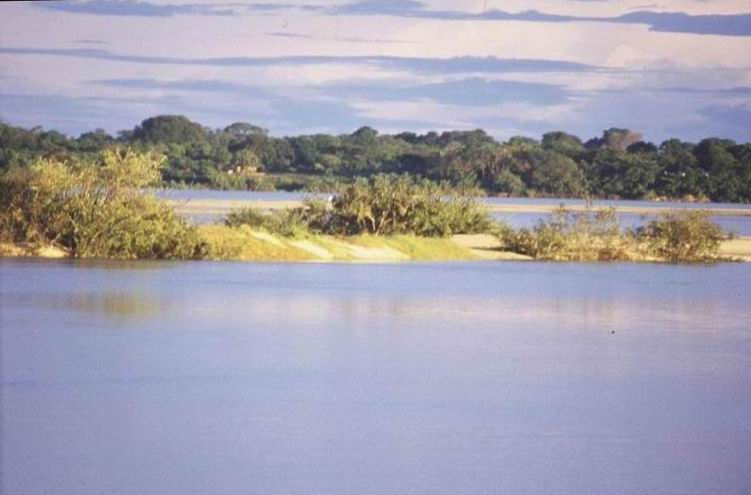
Rio Araguaia em agosto de 2004.

A expansão da agropecuária tem causado graves prejuízos ao cerrado goiano. As matas ciliares estão sendo destruídas e as reservas permanentes sendo desmatadas, para ceder espaço para o gado bovino e as plantações. Na região de nascentes do Rio Araguaia, a implantação de pastagens fez surgir inúmeros focos de erosão provocados pelo desmatamento, causando as voçorocas (valetas profundas causadas pela erosão), praticamente incontroláveis, que atingem o lençol freático. Algumas dessas valas chegam a medir 1,5 km de extensão, por 100 m de largura e 30 m de profundidade.
Esse quadro desolador, aliado ao assoreamento dos rios, tem feito com que Goiás enfrente sérios problemas de abastecimento de água, uma situação que se torna grave nos períodos de estiagem prolongada. A vazão das nascentes de águas, em 1999, alcançou os mais baixos níveis desde 1989, de acordo com a Secretaria do Meio Ambiente, fazendo com que o governo já pense na possibilidade de adotar racionamento de água para as cidades mais populosas, como é o caso de Goiânia, Aparecida de Goiânia e Anápolis.

## Demografia
De acordo com o censo de 2022, divulgado pelo Instituto Brasileiro de Geografia e Estatística (IBGE), Goiás contava com 7 056 495 habitantes, fazendo deste o estado mais populoso da Região Centro-Oeste.
O crescimento demográfico no estado acentuou-se após a fundação das cidades de Goiânia, em 1933, e Brasília, em 1960. Atualmente a taxa de crescimento demográfico em Goiás é maior do que a média nacional brasileira. Em 2010 a densidade demográfica era de 17,20 hab/km². O território goiano é marcado tanto por vazios demográficos quanto por regiões de alta concentração populacional. As áreas mais densamente povoadas do estado  são a Região Metropolitana de Goiânia, com cerca de  2 milhões de habitantes, Microrregião de Anápolis, com mais de meio milhão de habitantes, e o Entorno do Distrito Federal, com um pouco mais de 1 milhão de habitantes.

### Religiões
Religiões em Goiás (2010)
Segundo o Censo do Instituto Brasileiro de Geografia e Estatística (IBGE), em 2010 58,89% da população do estado era católica romana, 28,07% eram evangélicos, 8,11% não tinha religião, 2,46% eram espíritas, 0,67% Testemunhas de Jeová, 1,01% outras religiosidades cristãs (que incluem Igreja Católica Apostólica Brasileira, Igreja Ortodoxa, mórmons e outras) e 0,79% de outras religiões.
Segundo a divisão da Igreja Católica no Brasil, Goiás pertence à Regional Centro-Oeste e seu território é dividido em uma província eclesiástica, com sede na Arquidiocese de Goiânia.
A maioria da população protestantes em Goiás é pentecostal, cerca de 18,99%. 1,15% são batistas, 0,78% presbiterianos, 0,67% adventistas os demais grupos (luteranos, congregacionais e metodistas e outras igrejas de missão) constituem juntos 0,19% da população do estado e 6,28% não possuem denominação. Entre os pentecostais o maior grupo são as Assembleias de Deus com 10,62% da população do Estado, seguida pela Congregação Cristã no Brasil com 1,37% da população goiana e Igreja Universal do Reino de Deus com 1,07% da população.

### Composição étnica
Segundo o censo de 2022, assim a população goiana declarou sua cor de pele: 54,18% pardos, 36,24% brancos, 9,19% pretos, 0,24% amarelos e 0,15% indígenas.
De acordo com estudo genético autossômico de 2008, a composição (ancestralidade) da população de Goiás como um todo encontrar-se-ia assim descrita: 83,70% europeia, 13,30% africana e 3,0% indígena.
Esse perfil só vai ser alterado gradativamente na passagem da sociedade mineradora para a sociedade agropastoril, que vai promover uma nova ocupação do Estado ao longo do século XIX e metade do século XX, com correntes migratórias vindas de Minas Gerais, São Paulo, Bahia, Maranhão, Piauí, Pernambuco e Pará. Esses movimentos vão promover uma ampla mestiçagem, constituindo, de certa forma, o perfil do sertanejo goiano. Desse total de habitantes, 3,7 milhões são nascidos em Goiás e 1,3 milhão são nascidos em outros Estados. Desses últimos, 331 mil são de Minas Gerais; 188 mil, da Bahia; 129 mil, do Distrito Federal; 88 mil, do Maranhão; 78 mil, de São Paulo; 73 mil, de Piauí; e 70 mil, do Tocantins.
A população indígena em Goiás ultrapassa 10 mil habitantes. 39 781 hectares perfazem a soma das quatro áreas indígenas atualmente existentes no estado - três da quais se encontram demarcadas pela Funai. Tais áreas localizam-se nos seguintes municípios: Aruanã, Cavalcante, Colinas do Sul, Minaçu, Nova América e Rubiataba, sendo que a maioria da população considerada parda, possui ancestrais indígenas.

## Política

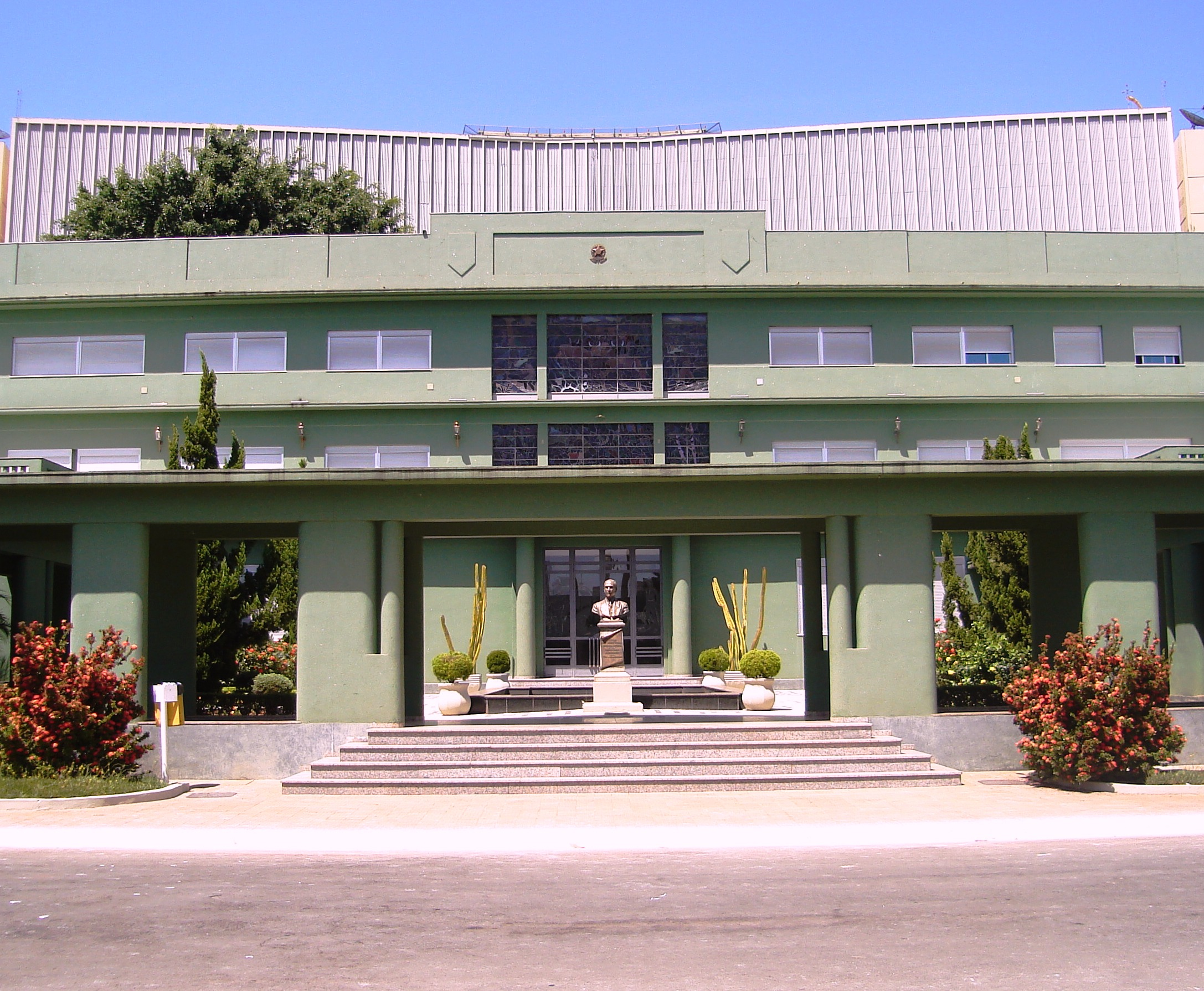
Palácio das Esmeraldas, em Goiânia, a residência oficial do governador

Goiás é um estado da federação, sendo governado por três poderes, o executivo, representado pelo governador, o legislativo, representado pela Assembleia Legislativa do Estado de Goiás, e o judiciário, representado pelo Tribunal de Justiça do Estado de Goiás e outros tribunais e juízes. Também é permitida a participação popular nas decisões do governo através de referendos e plebiscitos.
Goiânia é o município com o maior número de eleitores, com 958,4 mil destes. Em seguida aparecem Aparecida de Goiânia, com 277,6 mil eleitores, Anápolis, com 260,2 mil eleitores, Luziânia (117,7 mil eleitores), Rio Verde (114,8 mil eleitores) e Águas Lindas de Goiás, Trindade e Itumbiara, com 85,9 mil, 77,2 mil e 65,1 mil eleitores, respectivamente. O município com menor número de eleitores é Anhanguera, com 1,1 mil.
Tratando-se sobre partidos políticos, todos os 35 partidos políticos brasileiros possuem representação no estado. Conforme informações divulgadas pelo Tribunal Superior Eleitoral (TSE), com base em dados de abril de 2016, o partido político com maior número de filiados em Goiás é o Partido do Movimento Democrático Brasileiro (PMDB), com 140 310 membros, seguido do Partido da Social Democracia Brasileira (PSDB), com 79 305 membros e do Partido Progressista (PP), com 56 604 filiados. Completando a lista dos cinco maiores partidos políticos no estado, por número de membros, estão o Partido dos Trabalhadores (PT), com 47 173 membros; e o Democratas (DEM), com 45 643 membros. Ainda de acordo com o Tribunal Superior Eleitoral, o Partido Novo (NOVO) e o Partido da Causa Operária (PCO) são os partidos políticos com menor representatividade na unidade federativa, com 27 e 59 membros, respectivamente.

## Subdivisões

Divisão das regiões intermediárias em vermelho e imediatas em cinza.

O estado de Goiás é composto por 246 municípios, que estão distribuídos em 22 regiões geográficas imediatas, que por sua vez estão agrupadas em seis regiões geográficas intermediárias, segundo a divisão do Instituto Brasileiro de Geografia e Estatística (IBGE) vigente desde 2017.
As regiões geográficas intermediárias foram apresentadas em 2017, com a atualização da divisão regional do Brasil, e correspondem a uma revisão das antigas mesorregiões, que estavam em vigor desde a divisão de 1989. As regiões geográficas imediatas, por sua vez, substituíram as microrregiões. Na divisão vigente até 2017, os municípios do estado estavam distribuídos em 18 microrregiões e cinco mesorregiões, segundo o IBGE.

## Economia

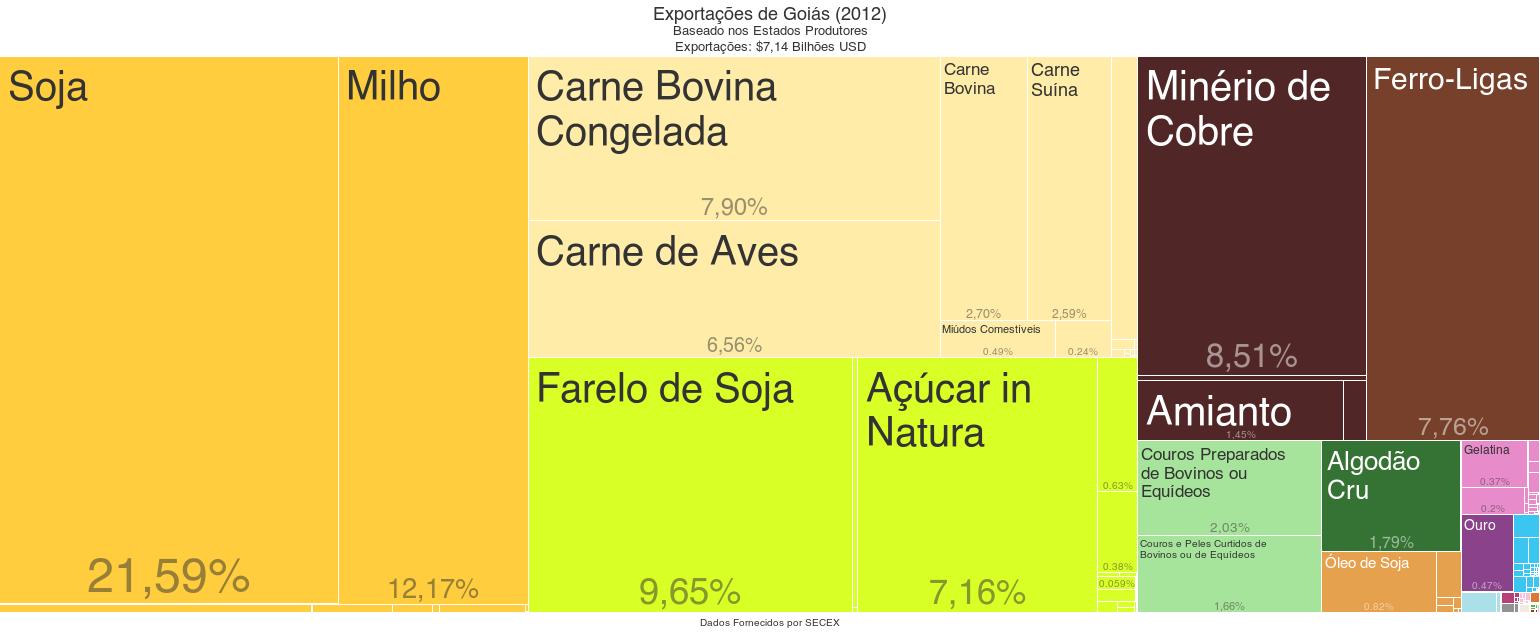
Exportações de Goiás - (2012)

A composição da economia do estado de Goiás está baseada na produção agrícola, na pecuária, no comércio e nas indústrias de mineração, alimentícia, de confecções, mobiliária, metalurgia e madeireira. Agropecuária é a atividade mais explorada no estado. Estas tendências do estado pode ser exemplificada por sua pauta de exportações que, em 2012, se baseou em Soja (21,59%), Milho (12,17%), Farelo de Soja (9,65%), Minério de Cobre (8,51%) e Carne Bovina Congelada (7,90%).
A agropecuária é a atividade mais explorada no estado e umas das principais responsáveis pelo rápido processo de agro - industrialização que Goiás vem experimentando. Privilegiado com terras férteis, água abundante, clima favorável e um amplo domínio na tecnologia de produção, o estado é um dos grandes exportadores de grãos, além de possuir um dos maiores rebanhos do país. O estado de Goiás destaca-se na produção de cana-de-açúcar, milho, soja, tomate, sorgo, feijão, girassol, alho, além de também produzir algodão, arroz, café e trigo. Em 2019, Goiás foi o 4º estado brasileiro com maior produção de grãos, 10% da produção nacional.

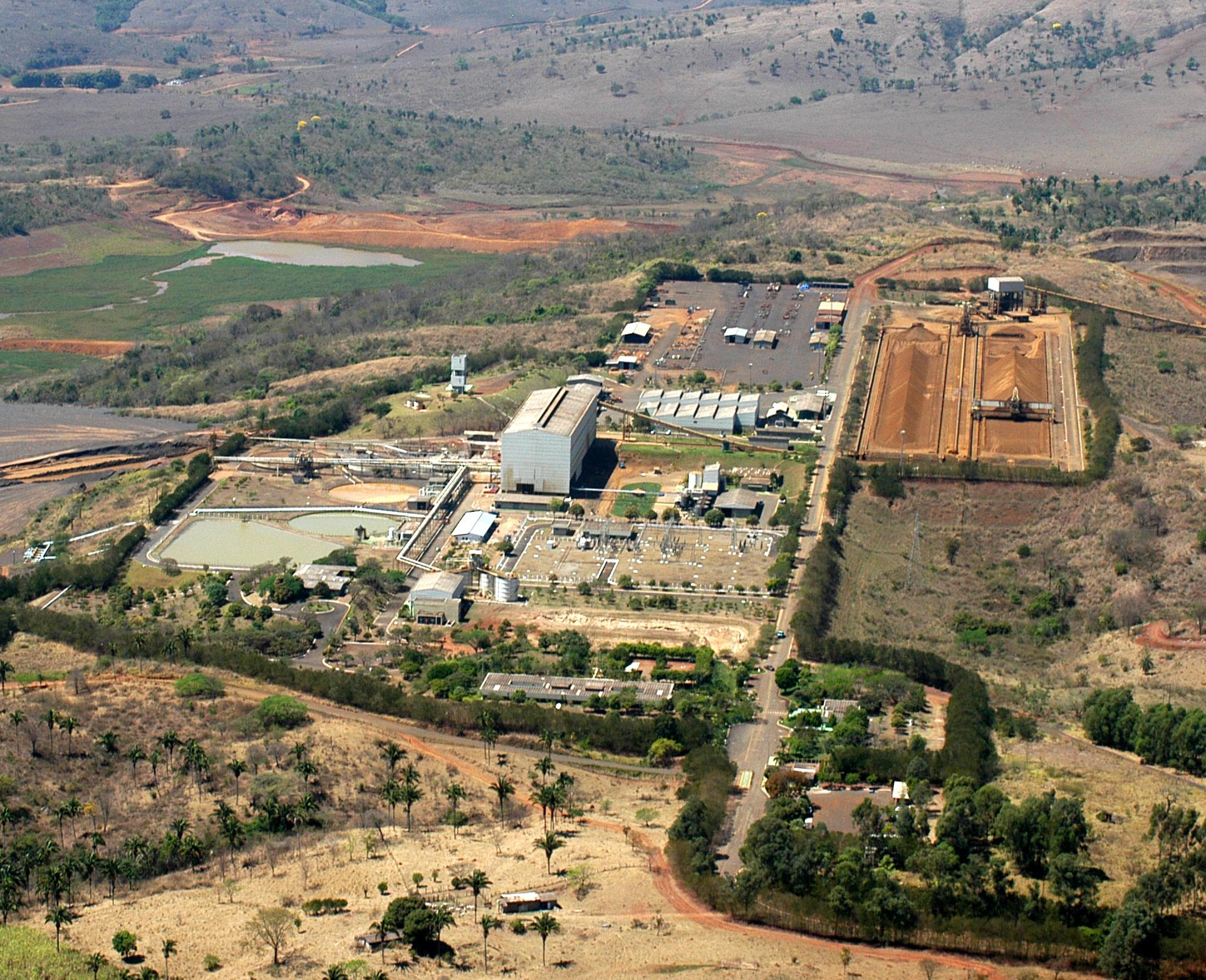
Complexo mínero-químico da empresa Fosfértil em Catalão.

A criação pecuária compreende 22,87 milhões de bovinos (sendo o 2º maior rebanho do Brasil), 1,053 milhões de suínos (6º maior rebanho no brasileiro), 49,5 mil bufalinos, além de equinos, asininos (jumentos, mulas e burros), ovinos e aves (cerca de 90 milhões de galináceos - galos, galinhas, frangos e pintos - sendo o maior rebanho de aves do Centro-Oeste e o 6º no Brasil). Em janeiro de 2019, Goiás ocupou a sexta posição entre os estados brasileiros no que diz respeito ao Valor Bruto da Produção (VBP), com valor agregado de 45,14 bilhões de reais. Em 2016, Goiás foi o quarto maior produtor de leite, respondendo por 10,1% da produção de leite do país. O número de galinhas no Estado foi de 64,2 milhões de cabeças em 2015. A produção de ovos de galinha neste ano foi de 188 milhões de dúzias. Goiás foi o 9º maior produtor de ovos, 5% da produção nacional.
O estado é rico em reservas minerais. O subsolo goiano apresenta grandes variedades de minérios, que dá condições economicamente muito favoráveis. Sendo os principais minérios o níquel, cobre, ouro, nióbio, alumínio (bauxita), calcário e o fosfato, sendo os principais municípios mineradores Niquelândia, Barro Alto e Catalão. Goiás tinha, em 2017, 4,58% da participação na mineração nacional (3º lugar no país, somente atrás de Minas Gerais e Pará, os grandes estados mineradores do país). No níquel, Goiás foi o maior produtor, tendo obtido 154 mil toneladas a um valor de R$ 1,4 bilhão.

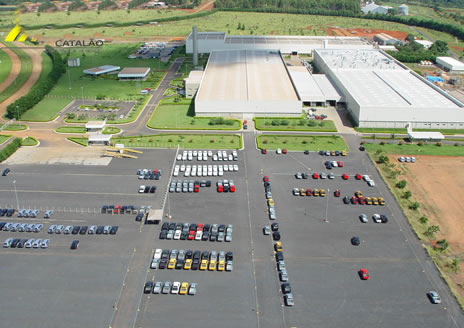
Mitsubishi em Catalão.

Goiás tinha em 2017 um PIB industrial de R$ 37,1 bilhões, equivalente a 3,1% da indústria nacional. Emprega 302.952 trabalhadores na indústria. Os principais setores industriais são: Construção (25,6%), Alimentos (25,2%), Serviços Industriais de Utilidade Pública, como Energia Elétrica e Água (17,2%) e Derivados do Petróleo e Biocombustíveis (7,4%) e Químicos (3,7%). Estes 5 setores concentram 79,1% da indústria do estado.
Em 2000, foi criado em Anápolis um polo farmaquímico, responsável pela produção de matérias-primas para a indústria de medicamentos, uma vez que o município já contava com um pólo farmacêutico. A instalação dos novos laboratórios farmaquímicos, composto de oito laboratórios farmacêuticos de médio e grande porte já instalados no Distrito Agroindustrial de Anápolis (DAIA), contribui para a expansão do setor, um reflexo direto da aprovação da Lei dos Medicamentos Genéricos, que possibilitou aos laboratórios ampliarem sua participação no mercado interno.[carece de fontes?]
O estado tem se tornado um importante pólo automotivo. Nos últimos anos o estado tem atraído a instalação de novas montadoras de automóveis no Brasil. Já possui duas montadoras instaladas - a japonesa Mitsubishi (MMC) na cidade de Catalão e a do Grupo CAOA em Anápolis, com a sul-coreana Hyundai e a sino-brasileira CAOA Chery. Em maio de 2011 foi assinado protocolo de intenção para a construção e instalação de uma unidade da montadora de automóveis japonesa Suzuki Motors.

### Turismo

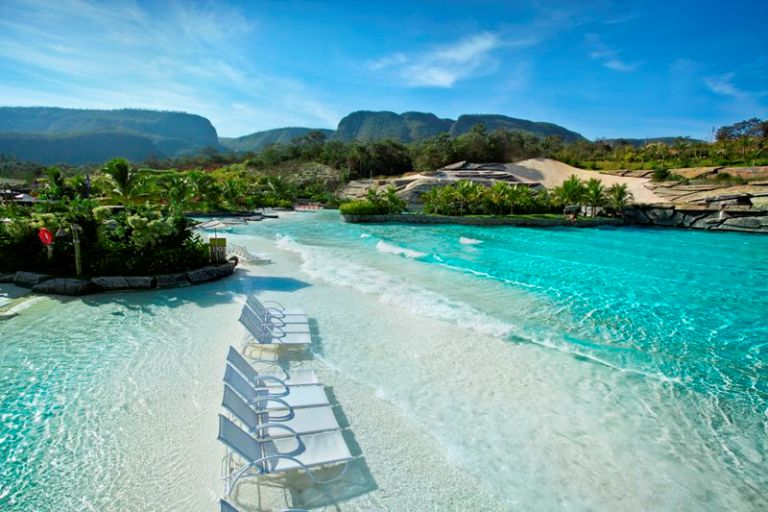
Hotel em Caldas Novas.

O turismo em Goiás é muito cosmopolitano, como as belezas naturais, como águas termais, locais intocados pelo homem do cerrado, grutas, cachoeiras, e temos também o turismo histórico, como em Pirenópolis e Cidade de Goiás, com seus monumentos históricos, e temos as festas tradicionais como ocorre em Pirenópolis, que é o caso das cavalhadas de Pirenópolis e a Festa do Divino de Pirenópolis.
As águas termais encantam os turistas principalmente de Goiânia, região Sudeste e de Brasília que vão para Caldas Novas, hoje considerada uma das cidades turísticas mais visitadas do Brasil, por abrigar grandes hotéis de classe superior e o maior parque hidrotermal do mundo com suas águas que chegam a 58 °C, recebendo cerca de 300 mil turistas em época de fim de ano e cerca de 1 milhão durante o ano inteiro. A cidade também é conhecida por ser uma das cidades com o maior número de hotéis de luxo, mesmo não sendo uma cidade grande, superando cidades como Pelotas-Rs, Búzios, Palmas, Governador Valadares, Piracicaba-Sp e Goiânia.

## Infraestrutura

### Saúde

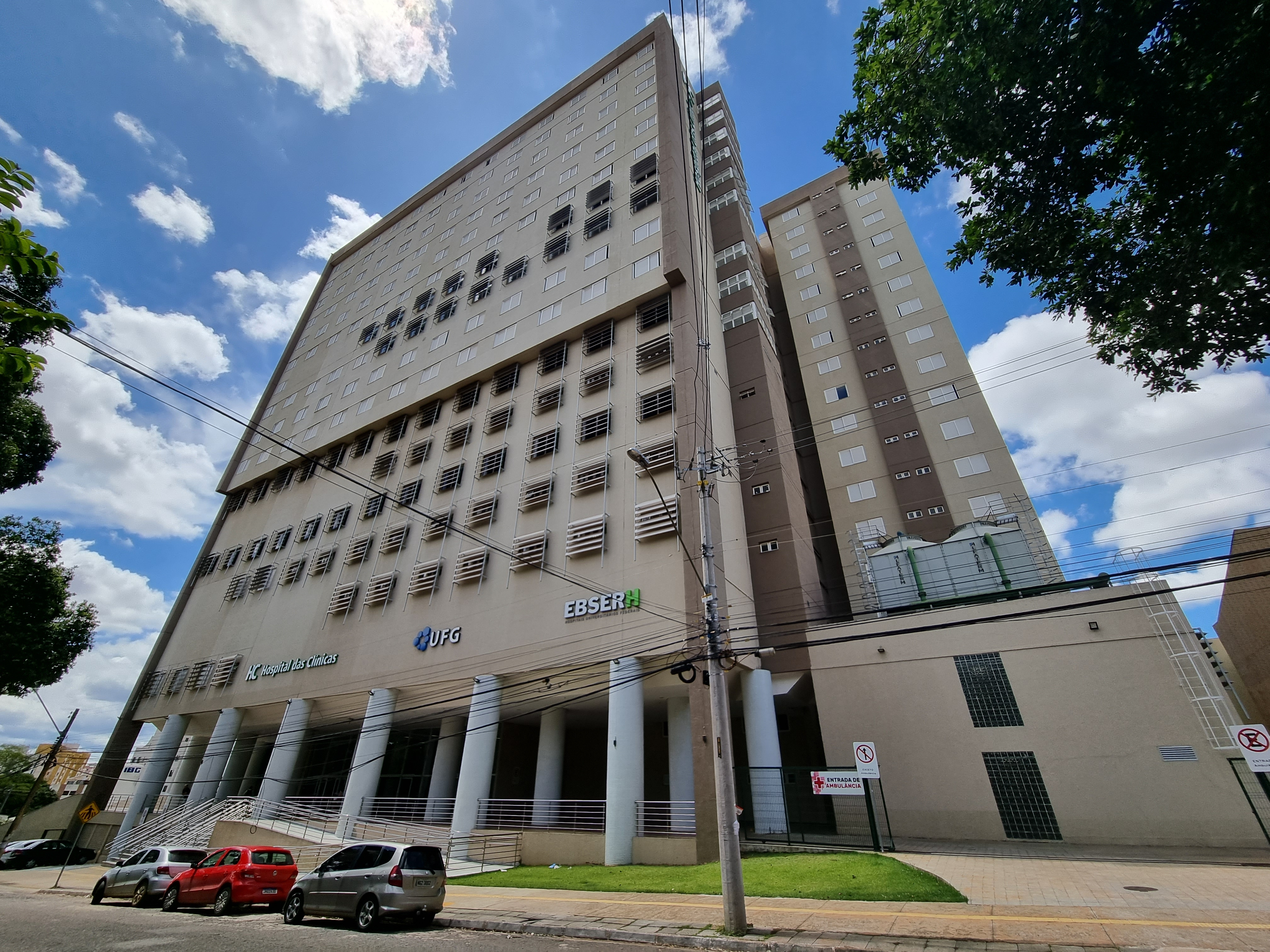
Hospital das Clínicas da UFG em Goiânia

Conforme dados de 2009, existiam no estado 3 011 estabelecimentos hospitalares, com 15 271 leitos. Destes estabelecimentos hospitalares, 1 577 eram públicos, sendo 1 547 de caráter municipais, 19 de caráter estadual e 11 de caráter federal. 1 434 estabelecimentos eram privados, sendo 1.369 com fins lucrativos e 65 sem fins lucrativos. 52 unidades de saúde eram especializadas, com internação total, e 2 200 unidades eram providas de atendimento ambulatorial. Em 2005, 77% da população goiana tinha acesso à rede de água, enquanto apenas 36,6% tinha acesso à rede de esgoto sanitário. Em 2009, verificou-se que o estado tinha um total de 393,1 habitantes por leitos hospitalares e, em 2005, registrou-se 11,4 médicos para cada grupo de 10 mil habitantes. A mortalidade infantil é de 18,9 a cada mil nascimentos, de acordo com dados de 2008.
Uma pesquisa promovida pelo IBGE em 2008 revelou que 75,8% da população do estado avalia sua saúde como boa ou muito boa; 66,8% da população realiza consulta médica periodicamente; 40,6% dos habitantes consultam o dentista regularmente e 9,7% da população esteve internada em leito hospitalar nos últimos doze meses. Ainda conforme dados da pesquisa, 31,6% dos habitantes declararam ter alguma doença crônica e 24,8% possuíam plano de saúde. Pouco mais da metade dos domicílios particulares no estado são cadastrados no programa Unidade de Saúde da Família: 52,4%.
Na questão da saúde feminina, 36,6% das mulheres com mais de 40 anos fizeram exame clínico das mamas nos últimos doze meses; 49,1% das mulheres entre 50 e 69 anos fizeram exame de mamografia nos últimos dois anos; e 80% das mulheres entre 25 e 59 anos fizeram exame preventivo para câncer do colo do útero nos últimos três anos.

### Educação
Com 3 512 estabelecimentos de ensino fundamental, 1 960 unidades pré-escolares, 866 escolas de nível médio e 29 instituições de nível superior, a rede de ensino do estado é a mais extensa do Centro-Oeste do país. Ao total, são 1 317 028 matrículas e 66 902 docentes registrados. O fator "educação" do IDH no estado atingiu em 2005 a marca de 0,891 – patamar consideravelmente médio, em conformidade aos padrões do Programa das Nações Unidas para o Desenvolvimento (PNUD) – ao passo que a taxa de analfabetismo indicada pelo último censo demográfico do IBGE foi de 8,6%, superior às porcentagens verificadas em 11 estados brasileiros. A taxa de analfabetismo funcional é de 19,7% da população.

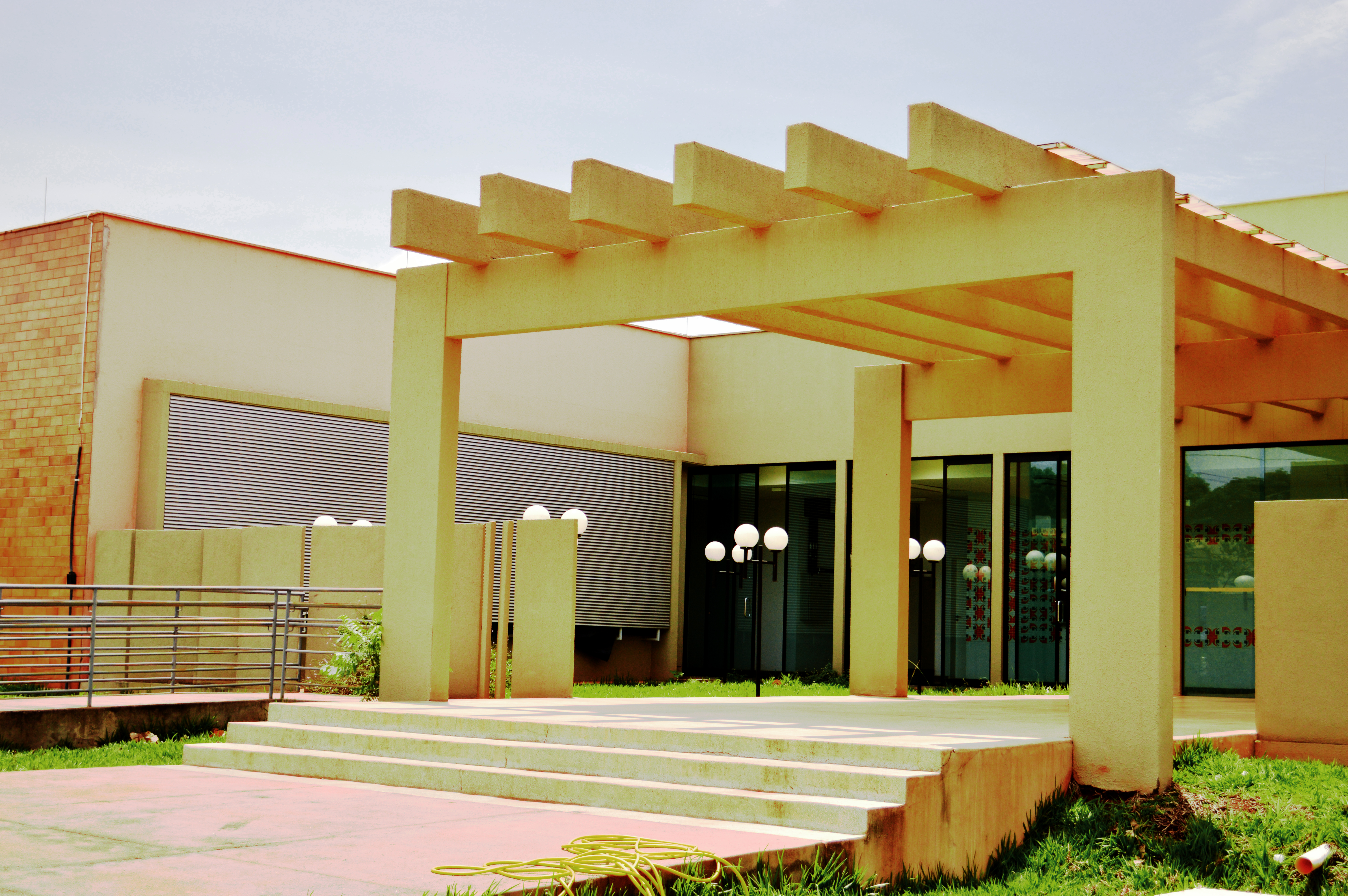
Laboratórios Integrados de Comunicação e Informação (Labicom) da Universidade Federal de Goiás (UFG) em Goiânia

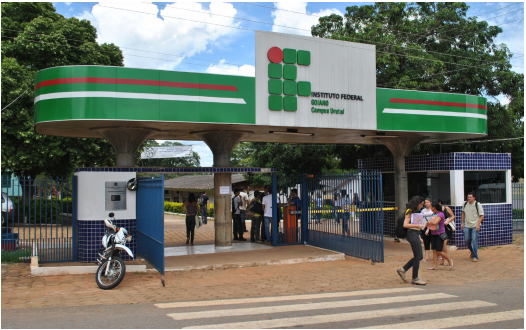
Instituto Federal Goiano na cidade de Urutaí

Goiás possui várias instituições educacionais, sendo que as mais renomadas delas estão localizadas principalmente na Região Metropolitana de Goiânia e em Anápolis. Na lista de estados brasileiros por taxa de alfabetismo, Goiás aparece em décimo quarto lugar, com 9,6% de sua população analfabeta e 21,4% analfabeta funcional. Esses dados colocam Goiás logo acima de Rondônia e atrás do Espírito Santo, exatamente na metade da lista. As cidades que mais se destacaram em educação segundo o IDEB são: Anápolis, Itumbiara, Rio Verde, São Luís de Montes Belos, Cristalina, Formosa, Jataí, Caldas Novas, Bom Jesus de Goiás, Morrinhos, Aparecida de Goiás, Porangatu, Niquelândia e Novo Gama. Todas essas cidades ficaram acima da média esperada pelo IDEB.
As instituições públicas de ensino superior são as seguintes: Universidade Federal de Goiás (UFG), Universidade Estadual de Goiás (UEG), Instituto Federal de Goiás (IFG) e Instituto Federal Goiano (IFGoiano). Em 2018, o campus da UFG foi desmembrado para a criação da Universidade Federal de Jataí (UFJ) e Universidade Federal de Catalão (UFCat), após articulação da bancada goiana, com o senador Wilder Morais na sub-relatoria da comissão que iniciou os trabalhos para a conversão em universidades independentes.
As mais notáveis instituições privadas de ensino superior são as seguintes: Universidade Paulista (UNIP), Instituto Unificado de Ensino Superior Objetivo (IUESO), Instituto Luterano de Ensino Superior de Itumbiara (ILES/ULBRA), Faculdade Metropolitana de Anápolis (FAMA), Faculdade Araguaia, Faculdades e Colégio Aphonsiano, Faculdade Aliança de Itaberaí (FAIT), Faculdade Cambury, Faculdade Estácio de Sá de Goiás (FESGO), Pontifícia Universidade Católica de Goiás (PUC-GO), Universidade Salgado de Oliveira (UNIVERSO), Universidade Paulista (UNIP),Faculdade Alves Faria (ALFA), UniEvangélica, Faculdade do Instituto Brasil (Fibra), Universidade Anhanguera (Uni-Anhanguera), Faculdade Sete de Setembro, Faculdade Padrão, Centro de Ensino Superior de Catalão (CESUC), Faculdade Educacional de Ciências Humanas de Anicuns (FECHA), Centro de Ensino Superior de Jataí (CESUT), Instituto de Ensino Superior de Rio Verde - Faculdade Objetivo (IESRIVER), Centro Universitário de Mineiros (UNIFIMES), Faculdade Quirinópolis (FAQUI), Faculdade Mineirense, Fundação Almeida Rodrigues (FAR), Faculdade de Caldas Novas (UNICALDAS), Faculdade de Goiás (FAGO), Faculdade do Norte Goiano (FNG), Faculdade Montes Belos (FMB), Faculdade de Filosofia e Ciências Humanas de Goiatuba (FAFICH), Faculdade Sul-americana (FASAM) e Universidade de Rio Verde (UNIRV), Faculdade Alfredo Nasser ( UNIFAN).

### Transportes

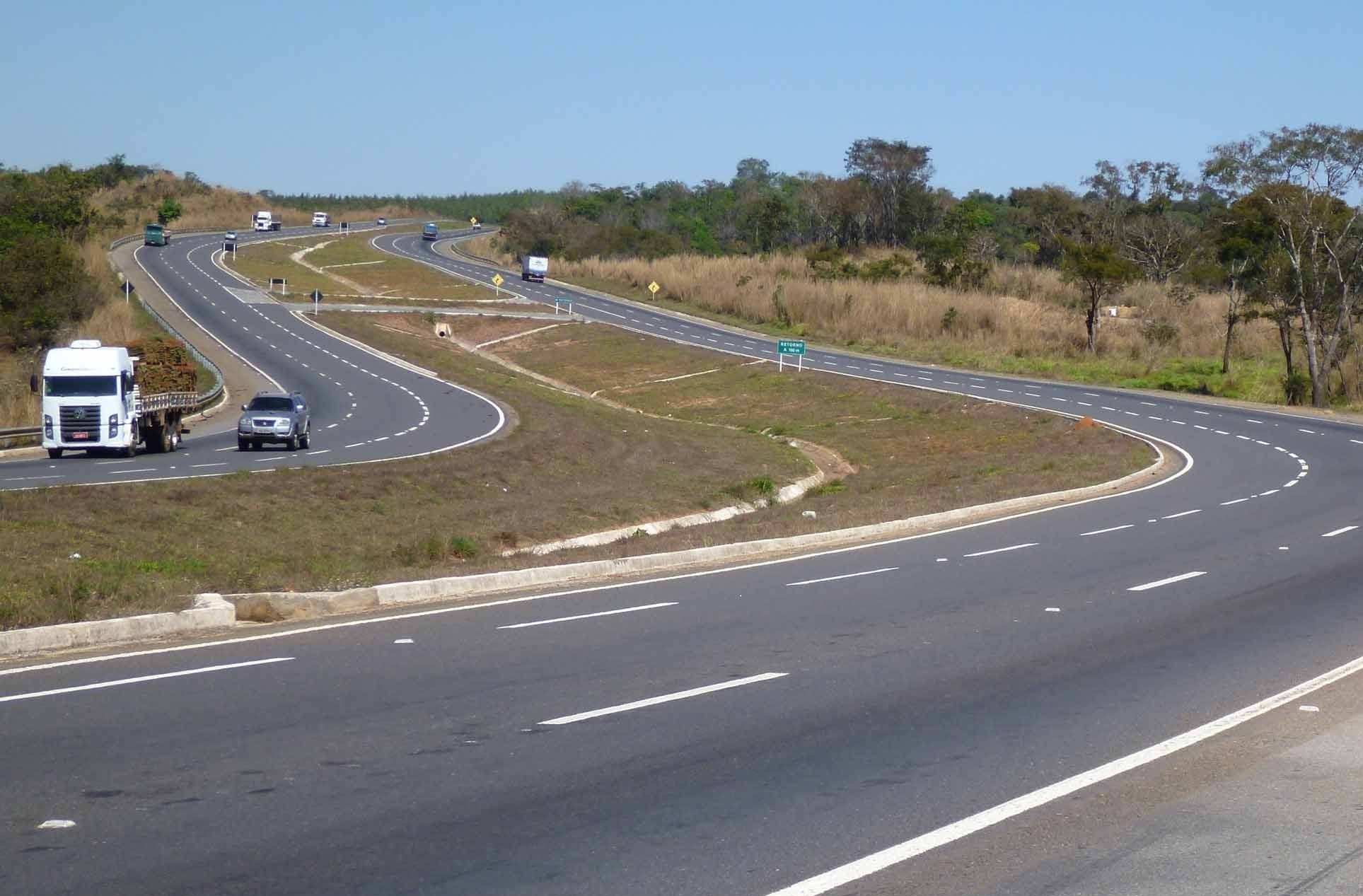
Trecho concomitante com a BR-060 em Goiânia, na saída para Terezópolis de Goiás e Anápolis.

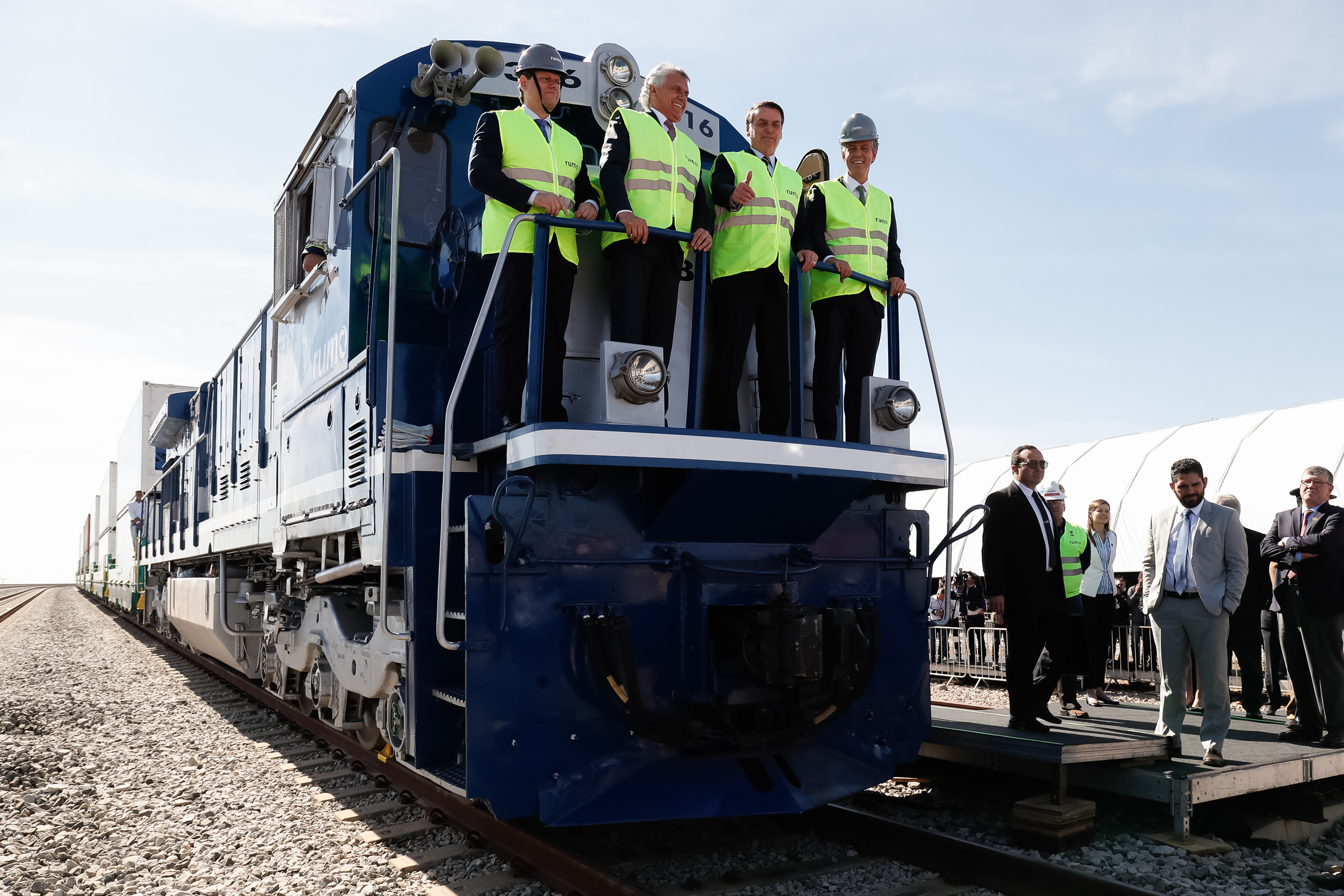
Ex-presidente Jair Bolsonaro posa para foto durante a cerimônia de assinatura do contrato de concessão do trecho da Ferrovia Norte-Sul, em 2019, em Anápolis.

Goiás possui uma extensa malha viária. Conta com 2 094 km de rodovias federais, 21 212 quilômetros de rodovias estaduais e 64 690 quilômetros de rodovias municipais, o que totaliza 87 996 quilômetros de rodovias. São mais de 13.000 km de estradas pavimentadas e cerca de 1.200 km de vias duplicadas. A BR-060 tem mais de 520 km duplicados entre Brasília, Goiânia e Jataí. A BR-050 (que passa por Catalão, e liga cidades como Brasília, Uberlândia, Uberaba e Santos) é quase totalmente duplicada no estado, com mais de 200 km de rodovias entre Cristalina e a divisa com Minas Gerais. A BR-153 (que corta o estado de Norte a Sul, ligando Itumbiara, na divisa com Minas Gerais, a Porangatu, na divisa com Tocantins)  também está duplicada entre Goiânia e a divisa com Minas Gerais, havendo também um projeto para duplicá-la entre Anápolis e a divisa com Tocantins. Também há duas rodovias duplicadas que ligam Goiânia à BR-070 (que liga Brasília a Aragarças e ao Mato Grosso.). A duplicação de rodovias no estado começou na década de 2000 e vem evoluindo constantemente desde então. Outra rodovia de destaque é a BR-040 que liga Brasília a Belo Horizonte e ao Rio de Janeiro conecta também, por sua vez, diversos municípios goianos como Cristalina, Luziânia, Valparaíso de Goiás.
O transporte ferroviário era pouco utilizado em Goiás: o Estado possuía um trecho de linha férrea que interliga parte de Minas Gerais ao Sudeste de Goiás e um outro trecho que interliga o Sudeste Goiano à capital Goiânia passando por Senador Canedo, cidade na qual possui grande distribuidoras petrolíferas e abatedouros de grande porte junto a margem dessa ferrovia. Posteriormente, o Governo Federal começou as obras da Ferrovia Norte-Sul com grande parte já pronta em Goiás, despontando do recém criado Porto Seco de Anápolis em direção ao Tocantins lado norte e lado sul indo em direção a Minas Gerais. A Ferrovia Norte-Sul está em construção desde 1985. Em 4 de março de 2021, a Rumo iniciou a operação no trecho entre São Simão (GO) e Estrela d'Oeste (SP), após investimentos de 711 milhões de reais. Em São Simão foi construído um terminal com capacidade estática de 42 mil toneladas e capacidade de movimentar por ano, 5,5 milhões de toneladas de soja, milho e farelo de soja. Já no dia 29 de maio de 2021, partiu do Terminal Multimodal de Rio Verde (GO) a primeira composição ferroviária carregada com soja, com destino ao Porto de Santos. Esta viagem marcou a inauguração do trecho entre Rio Verde e São Simão (GO) com pouco mais de 200 km.
Há apenas uma hidrovia no Rio Paranaíba e o principal porto dela é o de São Simão que faz parte da Hidrovia Paraná-Tietê.
O tráfego aéreo em Goiás possui vários aeroportos, sendo o mais movimentado o Aeroporto Internacional de Goiânia. Foi construída a Base Aérea de Anápolis para aeronaves supersônicas da Força Aérea Brasileira.

## Cultura

### Música

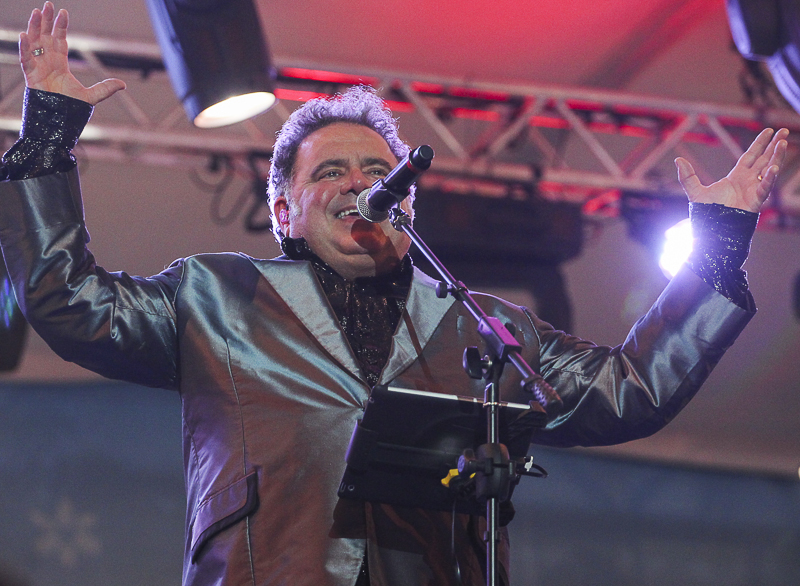
O goiano Leo Jaime durante apresentação na Alemanha

Muitos são os nomes que se destacam e projetam na área artística em Goiás. A área musical é de maior alcance, com vários cantores, duplas e bandas com origem no estado, nos mais variados estilos, especialmente no sertanejo. Entre estes, destacam-se: Marília Mendonça, Jorge e Mateus, Zezé Di Camargo e Luciano, Leandro e Leonardo, Amado Batista, Guilherme e Santiago, Bruno e Marrone, Humberto e Ronaldo, Chrystian e Ralf, João Neto e Frederico, Cristiano Araújo, Wanessa Camargo, Marcelo Barra, Leo Jaime e Odair José. Entre as bandas, pode-se citar: Banda Uó e Pedra Leticia .

### Literatura
O Estado de Goiás produziu grandes nomes na âmbito literário ao longo das décadas, dentre os quais vários atingiram projeção e influência nacional. Entre os mais aclamados escritores está a poetisa Cora Coralina. O contista Hugo de Carvalho Ramos, que influenciou Guimarães Rosa e Monteiro Lobato, foi considerado o autor do melhor livro do cânone literário goiano, Tropas e Boiadas, eleito por um júri de críticos, jornalistas, escritores e outras sumidades escolhidas pelo jornal O Popular. Além dos dois, merece destaque também o imortal Bernardo Élis que atingiu a proeza de ser o primeiro e único goiano, até hoje, a ser membro da Academia Brasileira de Letras (ABL), ocupando a Cadeira 1. Apesar de Bernardo Élis ter sido o único a ingressar na ABL, a entidade também consagrou dois outros autores goianos com a maior premiação literária brasileira, o Prêmio Machado de Assis; são eles Gilberto Mendonça Teles (1989) e José J. Veiga (1997).
Além dos autores de prestígio nacional e internacional já citados, deve-se destacar também outros grandes nomes como Bariani Ortêncio, Leo Lynce, Miguel Jorge, Eli Brasiliense, Carmo Bernardes, Rosarita Fleury, Afonso Félix de Souza, Leodegária de Jesus e muitos outros.

### Cinema
Em se tratando de cinema no Estado de Goiás, é indispensável a menção ao Festival Internacional de Cinema e Vídeo Ambiental (FICA), um dos maiores sobre o tema do mundo.
Alguns dos principais nomes da história do cinema goiano incluem João Bennio (dirigiu, por exemplo, O azarento, filmado em Goiânia e Piracanjuba, Simeão, o boêmio, em Pirenópolis), Cici Pinheiro (teria dirigido o primeiro filme goiano, O ermitão de Muquém, de 1966, mas não o completou por falta de financiamento), Jocelan Melquiades de Jesus (diretor de A fraude, de 1968), José Petrillo, Lourival Belém Jr., Rosa Berardo, entre outros.
Cineastas mais recentes também têm ganhado destaque em festivais nacionais e internacionais, dos quais pode-se citar Fabio Meira, cineasta do filme As duas Irenes (2017), exibido no Festival de Berlim, um dos três principais festivais do mundo junto ao de Cannes e de Veneza; Flávia Neves que dirigiu o longa Fogaréu, também exibido na Berlinale; Lázaro Ribeiro, diretor do curta Hugo sobre a vida do escritor Hugo de Carvalho Ramos; Pedro Novaes; Jarleo Barbosa; Henrique e Marcela Borela.

### Artes Plásticas
No âmbito das artes plásticas há alguns nomes do cenário goiano que atingiram prestígio nacional e, em alguns casos, internacional.
Do período barroco, um dos únicos nomes conhecidos em Goiás mas que ganhou projeção nacional foi Veiga Valle (1806-1874), cuja obra está no acervo do Museu da Boa Morte na cidade de Goiás. Ainda no século XIX, podemos citar André Antonio da Conceição, sobre o qual pouco se sabe, mas sua obra mais importante foi a pintura do forro da capela-mor da Igreja de São Francisco de Paula também em Goiás Velho.
Já no século passado, há uma quantidade muito maior de artistas plásticos conhecidos dentre os quais vale citar Siron Franco, Octo Marques, Goiandira do Couto, Amaury Menezes, Ana Maria Pacheco, Elder Rocha Lima, Neusa Moraes, Maria Guilhermina, entre outros. Alguns estrangeiros foram extremamente importantes no cenário artístico local ao terem se radicado em Goiás, como o italiano Frei Confaloni, o alemão Gustav Ritter e o português Antônio Porteiro.
Focando apenas no universo da arquitetura e urbanismo, dois nomes merecem atenção por terem projetado Goiânia, a nova capital, a partir de 1933. São eles Attilio Corrêa Lima (responsável por boa parte do conjunto art déco de Goiânia) e Armando de Godoy (projetou o Setor Sul da cidade nos moldes ingleses de cidade-jardim). Ainda em Goiânia, pode-se destacar as obras de Oscar Niemeyer pelo CCON e Paulo Mendes da Rocha pelas obras do Estádio Serra Dourada, do Terminal Rodoviário de Goiânia e do Jóquei Clube de Goiás. Podemos mencionar ainda as obras de Arnaldo Mascarenhas (Flamboyant Shopping), José Neddermeyer e Jorge Félix (Teatro Goiânia).

### Museus
Em Goiânia, há vários museus dedicados a períodos e personalidades da história regional, nacional e aos diversos movimentos artísticos, sendo eles: Museu de Arte de Goiânia (MAG), Museu Zoroastro Artiaga, Museu Predo Ludovico Teixeira, Memorial do Cerrado, Museu Frei Confaloni, Museu da Imagem e do Som (MIS), entre outros. Na cidade de Goiás, a antiga capital, existem alguns museus como o Museu de Arte Sacra da Boa Morte, destacando o acervo de Veiga Valle, expoente do barroco em Goiás, o Museu das Bandeiras e o Museu da Polícia Militar dedicado a difusão da história e cultura da Polícia Militar do Estado de Goiás. Em Pilar de Goiás, há o Museu Casa da Princesa, onde a princesa Isabel residiu por cerca de um ano.

### Culinária

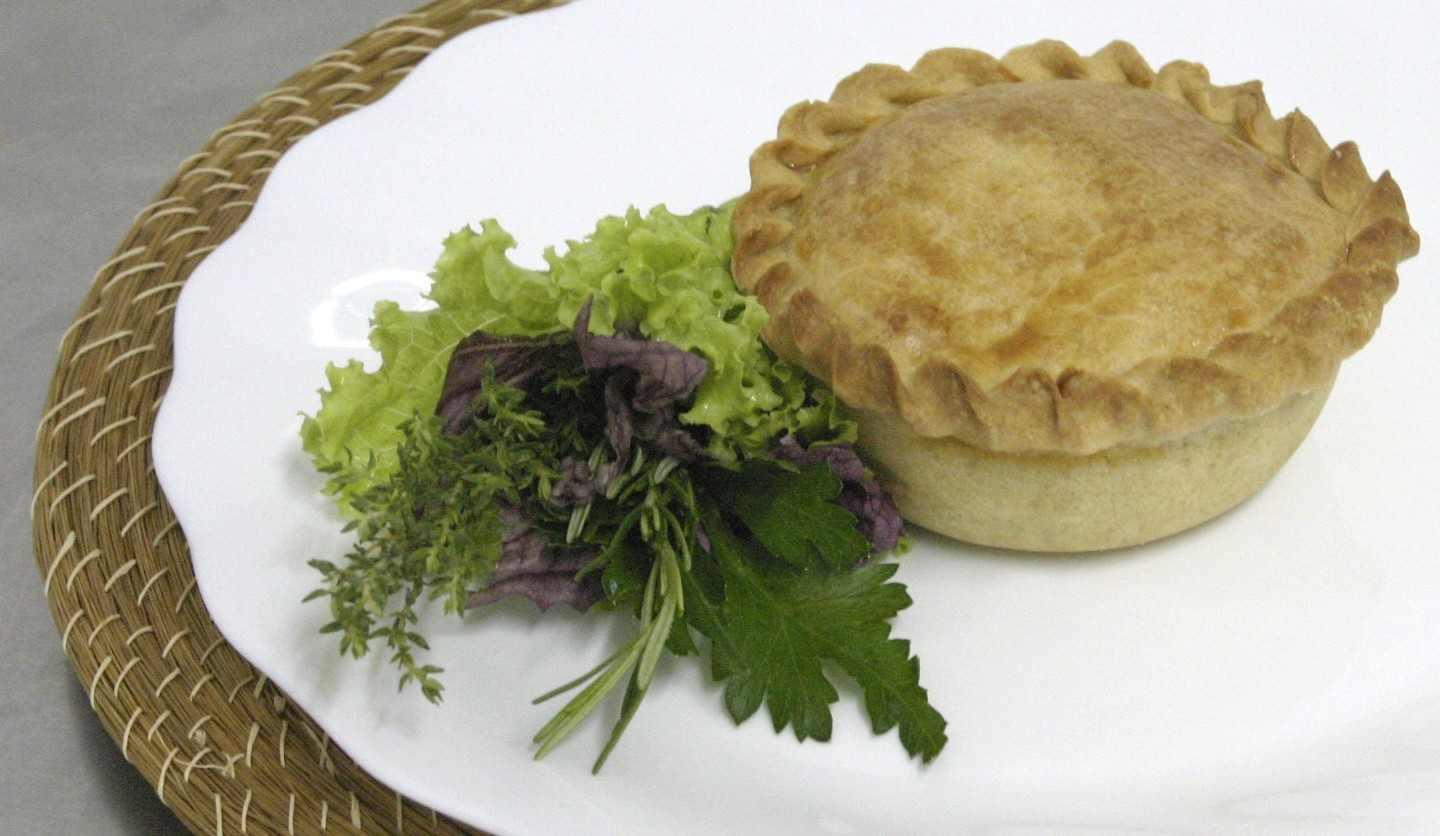
Empadão goiano: um dos mais apreciados pratos da culinária goiana.

A culinária goiana é muito diversificada sendo seus principais pratos o peixe na telha, o suã (espinha dorsal de porco) com arroz, o arroz com pequi, e também os pratos de todos os dias dos brasileiros como o arroz e feijão; além da pamonha, que é usada como prato principal nas refeições; os frutos são a jabuticaba, a gabiroba, o jatobá, a mama-cadela, entre muitos outros do cerrado. Também se destacam as misturas, nome que se dá às verduras, como a serralha e a taioba, além da introdução da guariroba, um dos principais ingredientes do empadão, como vegetal na dieta quase diária.
A quitanda, denominação que se dá aos biscoitos caseiros, também é diversificada: quebrador, mané pelado (bolo de mandioca assado na folha de bananeira), biscoito-de-queijo (que foi inventado em Goiás), mentira (biscoito de polvilho frito), a peta, o quase esquecido brevidade (polvilho batido com ovos e açúcar), o pastelinho de doce de leite e o bolinho doce de arroz (esses dois últimos são quitandas típicas da Cidade de Goiás). É riquíssima a variedade de doces: marmelada em caixeta (região de Luziânia), moça-de-engenho (melado batido e emoldurado em forma de escultura), doce-de-leite (sobretudo com pau de mamão ralado ou sidra ralada), doce-de-ovo (ambrosia feita diretamente no melaço), de frutas cristalizadas (riquíssimos em Pirenópolis), doce de sidra ralada, de cascas de frutas (laranja, limão), entre tantos outros. As rapaduras temperadas (com leite, casca de laranja, sidra ou amendoim).
Os temperos são muito diversificados sendo uma culinária rica em temperos como açafrão, gengibre e pimenta, sendo este último empregado em quase todos os pratos salgados. O pequi, por exemplo, nas antigas vilas de Meia Ponte (hoje Pirenópolis), e Vila Boa, ainda no início do século XVIII, começou a ser utilizado na culinária de Goiás. Na região que circunda a cidade industrial de Catalão, o pequi era empregado tão somente na fabricação do sabão de pequi, de propriedades terapêuticas. Hoje já é comercializado em compota. O fruto pode ser degustado das mais variadas formas: cozido, no arroz, no frango, com macarrão, com peixe, com carnes, ao leite e na forma de um dos mais apreciados licores de Goiás.

### Eventos

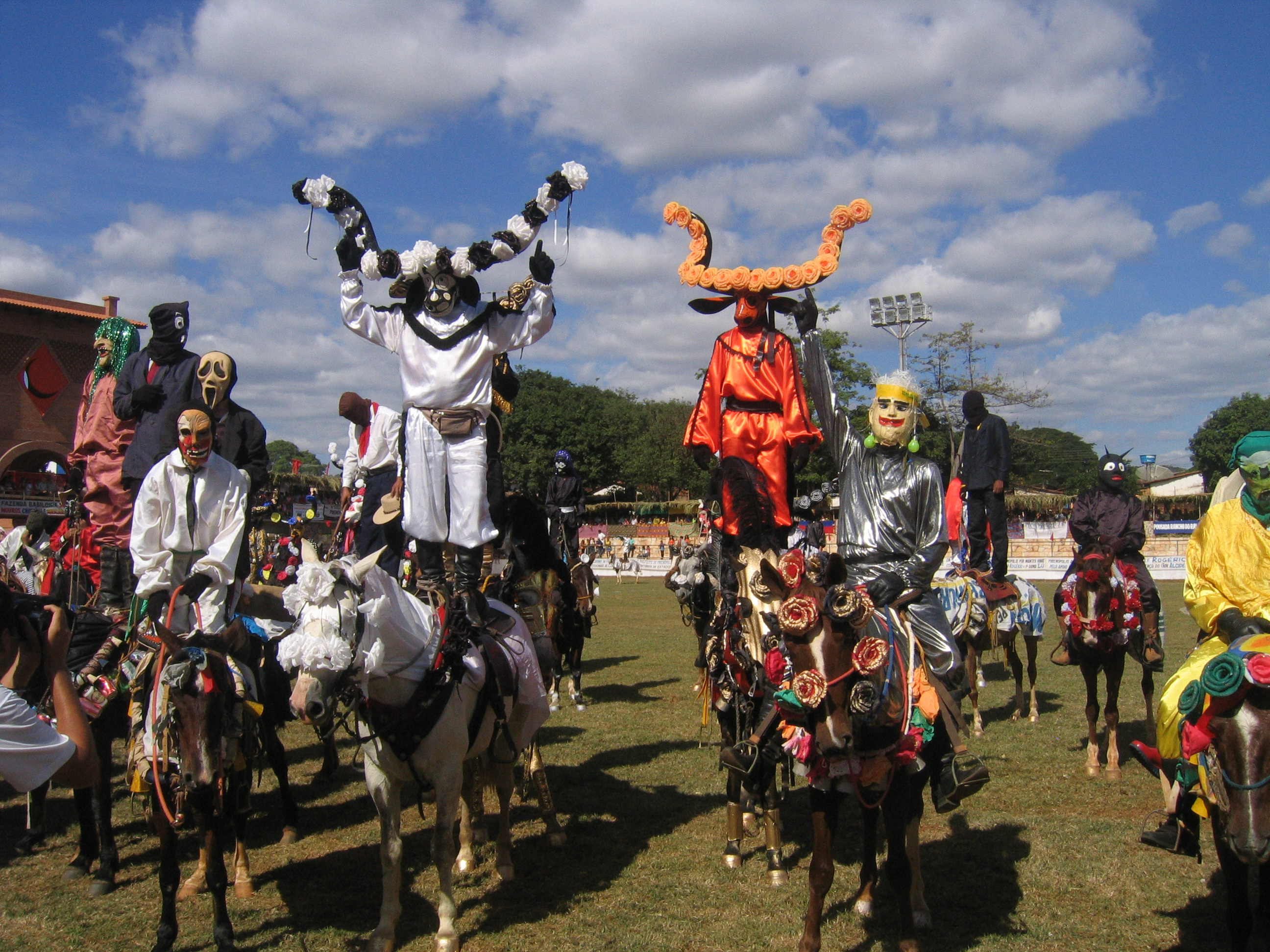
Mascarados nas Cavalhadas de Pirenópolis.

Goiás tem inúmeras festas tradicionais, como os carnavais em diversas cidades do estado, o Carna - Goiânia que é conhecido como carnaval fora de época que vem pessoas do Brasil inteiro.
As principais festas religiosas são as famosas Romarias do Divino Pai Eterno, em Trindade, a festa em louvor a Nossa Senhora do Rosário, em Catalão, onde acontece a tradicional Congada de Catalão  a festa de Nossa Senhora da Abadia, no povoado de Muquém, em Niquelândia, que juntam fiéis do estado inteiro, e a festa em louvor a Nossa Senhora Auxiliadora que acontece na cidade de Iporá que é considerada a Terceira maior concentração religiosa do estado de Goiás.
E também em Pirenópolis na Festa do Divino Espírito Santo de Pirenópolis, com as Cavalhadas de Pirenópolis, trazida de Portugal no século XVIII, sendo sua primeira edição em 1819. É uma festa intercultural, pois reúne traços europeus, africanos e indígenas. Reúne amantes da música e da arte do mundo inteiro, sendo essa, a mais tradicional festa do centro-oeste brasileiro.
Um dos mais importantes eventos culturais do estado é o FICA, Festival Internacional de Cinema e Vídeo Ambiental, que em 2010 teve sua 12ª edição. O festival acontece anualmente, em meados de junho, na Cidade de Goiás, antiga Vila Boa (capital do estado de Goiás até a transferência para Goiânia), e patrimônio histórico da humanidade. A mostra exibe 15 horas de vídeos com o que de melhor se produz sobre meio ambiente e tem a maior premiação de festivais de cinema e vídeo da América Latina. Os eventos paralelos trazem shows, oficinas e debates com nomes nacionais e internacionais. Cerca de 70 mil pessoas passam pela cidade durante a semana do Festival.

### Esportes

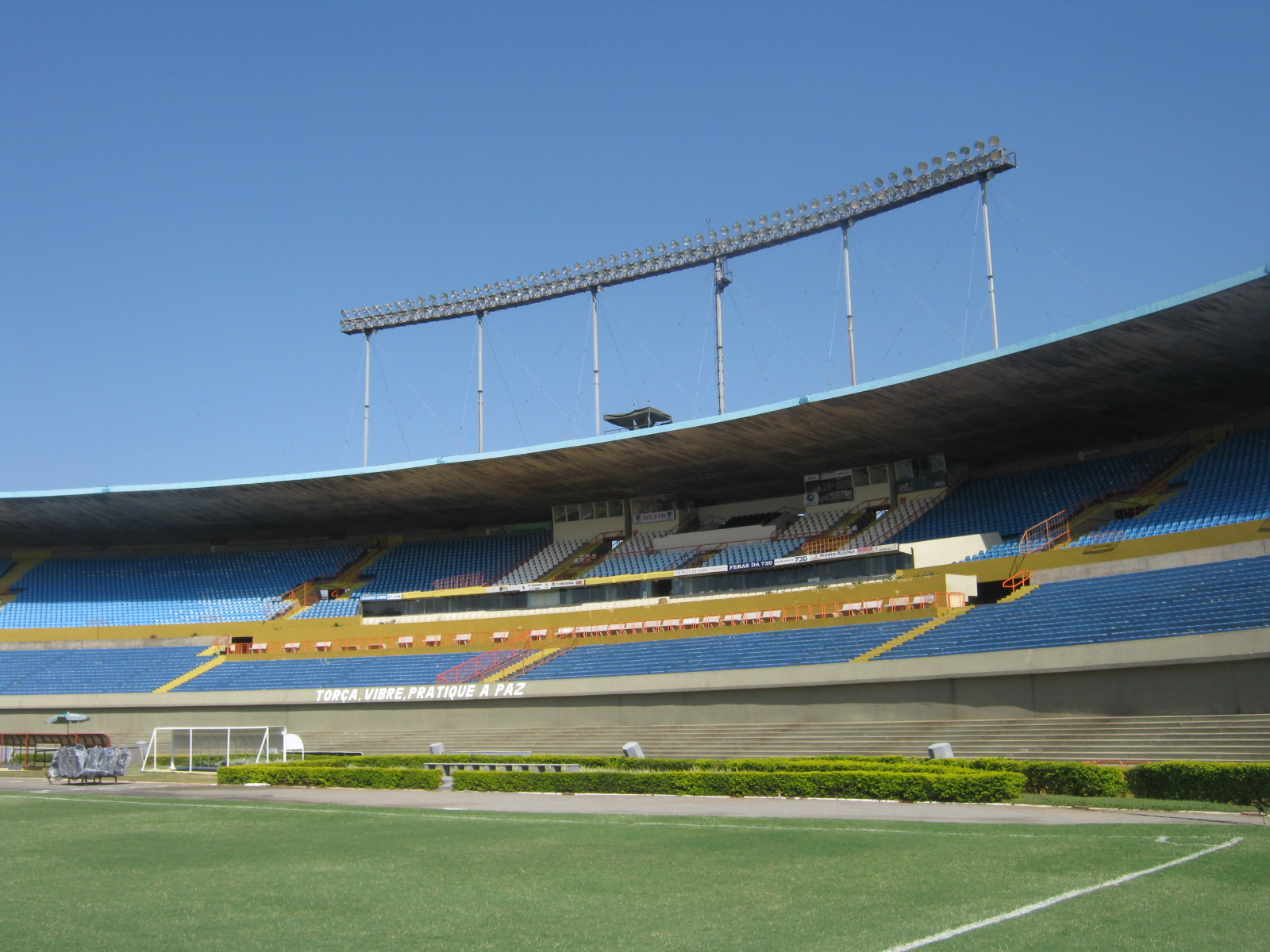
Estádio Serra Dourada.

Goiás tem diversas modalidades esportivas, como o futsal, vôlei e o rugby, mas o principal esporte do estado é o futebol, sendo que todos os anos é realizado o Campeonato Goiano de Futebol, popularmente conhecido como Goianão. Os principais clubes de futebol são: Atlético Goianiense, Goiás, Vila Nova, Goiânia, Aparecidense e CRAC (sendo que os três primeiros são considerados os mais expressivos do Estado). O maior estádio do Centro-Oeste é o Estádio Serra Dourada, com capacidade para 50.049 torcedores. O estádio já foi palco de grandes jogos nacionais e internacionais, além de amistosos da Seleção Brasileira.
O vôlei também é muito praticado pela população goiana ocupando a 3ª colocação na preferência, sendo o segundo colocado o futsal. Um local onde o vôlei e o futsal são muito praticados é na cidade de Anápolis, possuindo o Ginásio Internacional com capacidade de sediar jogos oficiais. O rugby é o quarto colocado na preferência dos goianos, é esporte que mais cresce no país, muito por causa das Olimpíadas de 2016. Ainda com a conclusão no Novo Estádio Olímpico, o rugby em Goiás tem muito a crescer. O rugby em Goiás é representado pela Federação Goiana de Rugby (FGRu), e tem como principais clubes: Goianos Rugby Clube, UFG Rugby, Gigantes Itumbiara Rugby e o Anápolis Rugby.
Goiânia, capital do estado, foi uma das 18 cidades candidatas a subsede da Copa do Mundo FIFA de 2014, mas não foi escolhida. A Federação Goiana de Futebol já é a sétima colocada do ranking da CBF.
No estado nasceram os medalhistas olímpicos Dante no vôlei e Carlos Jayme na natação; além dos medalhistas em Mundiais César Sebba no basquete e Diogo Villarinho na maratona aquática.